# Hamburger SV in het seizoen 2024/25
Het seizoen 2024/25 was het zevende opeenvolgende seizoen van Hamburger SV in de 2e Bundesliga, na een onafgebroken verblijf van 55 jaar in de Bundesliga. De club eindigde het seizoen op de tweede plaats, waarmee promotie naar het hoogste niveau werd afgedwongen. In de DFB-Pokal werd Hamburger SV in de tweede ronde uitgeschakeld na een 2–1 nederlaag op bezoek bij Bundesliga-club SC Freiburg. Davie Selke was met 22 doelpunten in de competitie en één in het bekertoernooi de topscorer van het seizoen.

## Selectie
| Nr.           | Naam                   | Nationaliteit         | Contract tot | Vorige club            |
| ------------- | ---------------------- | --------------------- | ------------ | ---------------------- |
| Doelmannen    |                        |                       |              |                        |
| 1             | Daniel Heuer Fernandes | Portugal              | 2026         | Darmstadt              |
| 12            | Tom Mickel             | Duitsland             | 2025         | Greuther Fürth         |
| 19            | Matheo Raab            | Duitsland             | 2026         | Kaiserslautern         |
| Verdedigers   |                        |                       |              |                        |
| 2             | William Mikelbrencis   | Frankrijk             | 2026         | FC Metz                |
| 4             | Sebastian Schonlau     | Duitsland             | 2026         | SC Paderborn           |
| 5             | Dennis Hadžikadunić    | Bosnië en Herzegovina | 2025         | FK Rostov              |
| 28            | Miro Muheim            | Zwitserland           | 2027         | FC St. Gallen          |
| 30            | Silvan Hefti           | Zwitserland           | 2028         | Genoa                  |
| 33            | Noah Katterbach        | Duitsland             | 2027         | 1. FC Köln             |
| 37            | Valon Zumberi          | Kosovo                | 2025         | Hamburger SV II        |
| --            | Lucas Perrin           | Frankrijk             | 2026         | RC Strasbourg          |
| --            | Guilherme Ramos        | Portugal              | 2026         | Arminia Bielefeld      |
| --            | Moritz Heyer           | Duitsland             | 2026         | VfL Osnabrück          |
| Middenvelders |                        |                       |              |                        |
| 6             | Łukasz Poręba          | Polen                 | 2027         | RC Lens                |
| 8             | Daniel Elfadli         | Libië                 | Onbekend     | 1. FC Magdeburg        |
| 10            | Immanuel Pherai        | Nederland             | 2027         | Eintracht Braunschweig |
| 14            | Ludovit Reis           | Nederland             | 2026         | FC Barcelona B         |
| 17            | Adam Karabec           | Tsjechië              | 2025         | Sparta Praag           |
| 20            | Marco Richter          | Duitsland             | 2025         | 1. FSV Mainz 05        |
| 21            | Levin Öztunalı         | Duitsland             | 2026         | Union Berlin           |
| 23            | Jonas Meffert          | Duitsland             | 2026         | Holstein Kiel          |
| --            | Anssi Suhonen          | Finland               | 2026         | Hamburger SV –19       |
| Aanvallers    |                        |                       |              |                        |
| 7             | Jean-Luc Dompé         | Frankrijk             | 2027         | Zulte Waregem          |
| 9             | Robert Glatzel         | Duitsland             | 2027         | Cardiff City           |
| 11            | Ransford Königsdörffer | Ghana                 | 2026         | Dynamo Dresden         |
| 18            | Bakery Jatta           | Gambia                | 2029         | Hamburger SV II        |
| 27            | Davie Selke            | Duitsland             | 2026         | 1. FC Köln             |
| 29            | Emir Sahiti            | Kosovo                | 2027         | HNK Hajduk Split       |
| 45            | Fabio Baldé            | Duitsland             | 2029         | Hamburger SV –19       |
| 49            | Otto Stange            | Duitsland             | Onbekend     | Hamburger SV –19       |

| # | Reden                                           |
| - | ----------------------------------------------- |
|   | Speelde op huurbasis bij de club                |
|   | Onderdeel van selectie geweest, daarna verhuurd |
|   | Onderdeel van selectie geweest, daarna verkocht |

## Staf
Samenstelling tot en met 24 november:
| Naam             | Nationaliteit | Functie           | Contract tot | Vorige club    |
| ---------------- | ------------- | ----------------- | ------------ | -------------- |
| Technische Staf  |               |                   |              |                |
| Steffen Baumgart | Duitsland     | Hoofdtrainer      | 2025         | 1. FC Köln     |
| Merlin Polzin    | Duitsland     | Assistent-trainer | 2025         | VfL Osnabrück  |
| Kevin McKenna    | Duitsland     | Assistent-trainer | Onbekend     | 1. FC Köln     |
| René Wagner      | Duitsland     | Assistent-trainer | 2025         | 1. FC Köln     |
| Sven Höh         | Duitsland     | Keeperstrainer    | 2028         | Kaiserslautern |
|                  |               |                   |              |                |

Samenstelling na 24 november:
| Naam            | Nationaliteit | Functie           | Contract tot | Vorige club          |
| --------------- | ------------- | ----------------- | ------------ | -------------------- |
| Technische Staf |               |                   |              |                      |
| Merlin Polzin   | Duitsland     | Hoofdtrainer      | Onbekend     | VfL Osnabrück        |
| Loïc Favé       | Duitsland     | Assistent-trainer | Onbekend     | Hamburger SV II      |
| Richard Krohn   | Duitsland     | Assistent-trainer | Onbekend     | Hamburger SV II      |
| Sven Höh        | Duitsland     | Keeperstrainer    | 2028         | 1. FC Kaiserslautern |
|                 |               |                   |              |                      |

## Transfers
Gedurende het seizoen vonden in totaal 25 transacties plaats. In de zomerperiode werden twintig hiervan voltooid. Acht spelers werden aangetrokken, waarvan twee op huurbasis. Daarnaast werden twee jeugdspelers doorgeschoven van de Onder-19 naar de eerste selectie. Negen spelers verlieten de club; twee van hen werden verhuurd. De winterse transferperiode verliep rustiger. Er vonden vijf transacties plaats: één speler werd gehuurd, terwijl vier spelers de club verlieten. Drie daarvan werden verhuurd en één speler vertrok definitief.

### Zomer
Net als in het voorgaande seizoen lag de nadruk in de zomer van 2024 op het versterken van de verdediging. De nieuwe technisch directeur, Stefan Kuntz, slaagde erin om de Bosnisch-Zweedse centrale verdediger Dennis Hadžikadunić opnieuw voor een seizoen te huren. Daarnaast werden de Zwitser Silvan Hefti en de Fransman Lucas Perrin aangetrokken ter versterking van de achterhoede. Als gevolg hiervan vertrokken verdedigers Stephan Ambrosius, Jonas David (contract ontbonden) en Guilherme Ramos (verhuurd). Vanuit de jeugdopleiding werden Fabio Baldé en Otto Stange toegevoegd aan de eerste selectie.
Het vertrek van László Bénes naar 1. FC Union Berlin betekende een gevoelig verlies voor Hamburger SV. De Slowaakse middenvelder was in het voorgaande seizoen goed voor 13 assists en 15 doelpunten in competitie- en bekerwedstrijden. Ter vervanging van Bénes werden de middenvelders Daniel Elfadli, Emir Sahiti, Marco Richter (gehuur) en Adam Karabec (gehuurd) aangetrokken. In de aanval werd Davie Selke overgenomen van 1. FC Köln. Hongaars jeugdinternational András Németh werd verhuurd aan Preußen Münster om speelminuten te maken en zijn ontwikkeling voort te zetten. Daarnaast vertrokken ook de huurlingen Ignace Van der Brempt en Masaya Okugawa na afloop van hun contractperiode.

#### Aangetrokken
| Nat.                 | Naam           | Van              | Bijzonderheden               |
| -------------------- | -------------- | ---------------- | ---------------------------- |
| Vlag van Duitsland   | Fabio Baldé    | Hamburger SV –19 | Kwam over uit de eigen jeugd |
| Vlag van Duitsland   | Otto Stange    | Hamburger SV –19 | Kwam over uit de eigen jeugd |
| Vlag van Polen       | Łukasz Poręba  | RC Lens          | Overgenomen na huurperiode   |
| Vlag van Libië       | Daniel Elfadli | 1. FC Magdeburg  | € 800.000,--                 |
| Vlag van Duitsland   | Davie Selke    | 1. FC Köln       | Transfervrij                 |
| Vlag van Zwitserland | Silvan Hefti   | Genoa            | € 1,2 miljoen                |
| Vlag van Kosovo      | Emir Sahiti    | Hajduk Split     | € 1,2 miljoen                |
| Vlag van Frankrijk   | Lucas Perrin   | RC Strasbourg    | Transfervrij                 |
| Vlag van Tsjechië    | Adam Karabec   | Sparta Praag     | Huur                         |
| Vlag van Duitsland   | Marco Richter  | 1. FSV Mainz 05  | Huur                         |

#### Vertrokken
| Nat.               | Naam                  | Naar                   | Bijzonderheden     |
| ------------------ | --------------------- | ---------------------- | ------------------ |
| Vlag van Hongarije | András Németh         | Preußen Münster        | Verhuur            |
| Vlag van Portugal  | Guilherme Ramos       | Santa Clara            | Verhuur            |
| Vlag van Duitsland | Tom Sanne             | Hannover 96 II         | Verhuur            |
| Vlag van Tsjechië  | László Bénes          | 1. FC Union Berlin     | € 3.000.000,-      |
| Vlag van Ghana     | Stephan Ambrosius     | FC St. Gallen          | Transfervrij       |
| Vlag van Duitsland | Elijah Krahn          | 1. FC Saarbrücken      | Transfervrij       |
| Vlag van Zweden    | Marko Johansson       | Eintracht Braunschweig | Transfervrij       |
| Vlag van Duitsland | Jonas David           | WSG Tirol              | Contract ontbonden |
| Vlag van Duitsland | Ignace Van der Brempt | Red Bull Salzburg      | Einde huur         |
| Vlag van Japan     | Masaya Okugawa        | FC Augsburg            | Einde huur         |

### Winter
Kort voor de winterstop gaf trainer Merlin Polzin aan geen behoefte te hebben aan versterkingen tijdens de aankomende transferperiode. In januari raakte aanvaller Bakery Jatta echter geblesseerd, waardoor hij de rest van het seizoen moest missen. Als reactie daarop werd Adedire Mebude met een optie tot koop gehuurd van KVC Westerlo.
Wegens een gebrek aan perspectief op speeltijd verlieten Moritz Heyer en Lucas Perrin de club in de winterstop. Heyer werd verkocht aan Fortuna Düsseldorf, terwijl Perrin op huurbasis vertrok naar Cercle Brugge. Daarnaast werden de jonge talenten Aboubaka Soumahoro en Alexander Røssing-Lelesiit vastgelegd met het oog op de toekomst.

#### Aangetrokken
| Nat.               | Naam                       | Van          | Bijzonderheden           |
| ------------------ | -------------------------- | ------------ | ------------------------ |
| Vlag van Schotland | Adedire Mebude             | KVC Westerlo | Gehuurd + optie tot koop |
| Vlag van Frankrijk | Aboubaka Soumahoro         | Paris FC     | € 500.000                |
| Vlag van Noorwegen | Alexander Røssing-Lelesiit | Lillestrøm   | € 700.000                |

#### Vertrokken
| Nat.               | Naam          | Naar               | Bijzonderheden |
| ------------------ | ------------- | ------------------ | -------------- |
| Vlag van Finland   | Anssi Suhonen | Jahn Regensburg    | Verhuur        |
| Vlag van Frankrijk | Lucas Perrin  | Cercle Brugge      | Verhuur        |
| Vlag van Duitsland | Tom Sanne     | FC Dordrecht       | Verhuur        |
| Vlag van Duitsland | Moritz Heyer  | Fortuna Düsseldorf | Transfervrij   |

## Bijzonderheden
- De EPO-schorsing van Mario Vušković werd in hoger beroep door het international sporttribunaal CAS bevestigd. De Kroatische verdediger bleef daardoor vier jaar geschorst en is pas in november 2026 weer speelgerechtigd.[26] Om juridische redenen werd zijn contract beëindigd, met de afspraak dat dit opnieuw in werking treedt na afloop van de schorsingsperiode;[27]
- Kort na de start van het seizoen voegde hoofdtrainer Steffen Baumgart Kevin McKenna toe aan zijn technische staf als extra assistent. Eerder werkten beiden al samen bij 1. FC Köln;[6]
- Begin september werd het contract van Jonas Meffert tot 2026 verlengd.[28]
- Eind september werd het hoofdsponsorschap van HanseMerkur tot 2028 verlengd;[29]
- Voor het derde jaar op rij presenteerde de club een positief financieel resultaat, waardoor onder meer het eigen Volksparkstadion vervroegd kon worden afgelost en daarmee volledig in eigendom kwam;[30]
- Op 30 oktober speelde aanvoerder Sebastian Schonlau tijdens de bekerwedstrijd tegen SC Freiburg zijn 100ste officiële wedstrijd voor Hamburger SV;[31]
- Op 24 november werd Steffen Baumgart ontslagen, nadat hij vijf opeenvolgende wedstrijden niet had weten te winnen. Ook zijn assistenten Rene Wagner en Kevin McKenna moesten vertrekken. Assistent-trainer Merlin Polzin werd aangesteld als interim-hoofdcoach.[32] Kort na zijn aanstelling besloot hij Moritz Heyer en Levin Öztunalı terug te zetten naar het tweede elftal.[33] Vlak voor de kerstdagen maakte technisch directeur Stefan Kuntz bekend dat Polzin definitief de taken van Baumgart zou overnemen voor de tweede seizoenshelft;[34]
- Op 26 november overleed de Poolse aanvaller Jan Furtok op 62-jarige leeftijd. Tussen 1988 en 1993 speelde hij 135 wedstrijden voor Hamburger SV, waarin hij 51 doelpunten maakte.[35]
- In januari werd de ploeg getroffen door ernstig blessureleed. Noah Katterbach scheurde zijn kruisband, terwijl Bakery Jatta een zware spierscheuring opliep. Tijdens de laatste wedstrijd van de maand, tegen Hertha BSC, brak Davie Selke zijn jukbeen;[36]
- Op 25 januari waren er bij de uitwedstrijd tegen Hertha BSC in het Olympiastadion bijna 72.000 toeschouwers aanwezig. Dit betekende een recordaantal toeschouwers voor een wedstrijd van Hamburger SV in de 2. Bundesliga;[37]
- In februari werd besloten de club in een nieuwe rechtsvorm onder te brengen.[38]
- Voorzitter Marcell Jansen kondigde in maart zijn vertrek als voorzitter aan.[39]
- Eind maart vertrok de selectie voor een kort trainingskamp naar Mallorca.[40] Tijdens een van de trainingen liep Jonas Meffert een gebroken neus op na een botsing met Emir Sahiti;[41]
- In april tekende jeugdspeler Joël Agyekum zijn eerste profcontract bij de club;[42] Daarnaast verlengde Jean-Luc Dompé zijn contract met een onbekende looptijd.[43]
- Op 27 april speelde Ransford Königsdörffer zijn 100ste officiële wedstrijd voor Hamburger SV.[44]
- Na de 6-1 overwinning op SSV Ulm 1846 verzekerde Hamburger SV zich van promotie naar de Bundesliga. Na het laatste fluitsignaal bestormden supporters het veld, waarbij twintig gewonden vielen, van wie één ernstig.[45]
- Door de promotie werd het contract van trainer Merlin Polzin automatisch verlengd, al maakte de club geen melding van de exacte looptijd;[46]
- Davie Selke werd niet alleen clubtopscorer, maar eindigde ook als topscorer van de 2. Bundesliga;[47]
- Kort na het einde van het seizoen werd bekendgemaakt dat oud-speler en voormalig aanvoerder Felix Magath niet in aanmerking kwam voor de functie van voorzitter.[48] Hierdoor trok ook oud-doelman Richard Golz zich terug.[49]
- Eind mei maakte derde doelman Tom Mickel bekend zijn loopbaan op 36-jarige leeftijd te beëindigen, na dertien jaar actief te zijn geweest bij Hamburger SV.[50]
- In juni kondigde clubicoon Horst Hrubesch aan dat hij zijn functie als hoofd opleidingen beëindigde en met pensioen ging.[51] Daarnaast overleed in dezelfde maand trainer Egon Coordes, die in 1992 als hoofdtrainer werkzaam was.[52]
- Tijdens de afsluitende ledenvergadering werden Henrik Köncke benoemd tot nieuwe voorzitter en Laura Ludwig tot vicevoorzitter van Hamburger SV. Financieel directeur Eric Huwer maakte bekend dat de club schuldenvrij is.[53]

## Samenvatting seizoen

### Voorbereiding
Hamburger SV begon op 30 juni met de eerste training, waarna de ploeg enkele dagen later naar Schneverdingen vertrok voor een trainingskamp. Steffen Baumgart nam 27 spelers mee naar Nedersaksen. Op de terugweg werd de eerste oefenwedstrijd gespeeld tegen de amateurs van TuS Neetze, die eindigde in een 0-12 overwinning. Na het trainingskamp werden er nog twee oefenwedstrijden gespeeld in de omgeving van Hamburg: een 1-5 overwinning tegen SV Drochtersen/Assel en een 2-5 overwinning tegen VfB Lübeck, waarbij Jean-Luc Dompé met drie doelpunten uitblonk
Op 16 juli ging de ploeg naar het Oostenrijkse Bramberg am Wildkogel voor een tweede trainingskamp. Daar stonden de eerste serieuze oefenwedstrijden op het programma. Er werd gespeeld tegen Nantes (4-2, winst), Cardiff City (0-3, verlies) en Aris Limassol (0-0, gelijk). In het trainingskamp kreeg eerste doelman Matheo Raab een infectie waardoor hij de rest van de voorbereiding aan zich voorbij moest laten gaan. Van het centrale aanvalsduo kwamen zowel de topscorer van vorig seizoen Robert Glatzel als en de nieuwe aanwinst Davie Selke niet in actie tijdens een van de wedstrijden in de voorbereiding. Glatzel had last van een geïrriteerde pees en Selke moest revalideren van een in het vorig seizoen opgelopen gebroken middenvoetsbeentje.

### Eerste seizoenshelft
In de eerste twee wedstrijden van het seizoen ontbrak Robert Glatzel, de clubtopscorer van het voorgaande seizoen, vanwege een gescheurde pees. Zijn afwezigheid werd goed opgevangen door Ransford Königsdörffer, die in de openingswedstrijd in het RheinEnergieStadion tegen het uit de Bundesliga gedegradeerde 1. FC Köln tweemaal scoorde. Dankzij zijn doelpunten won Hamburger SV met 1–2. In de tweede speelronde tekende Königsdörffer opnieuw voor het enige HSV-doelpunt in de met 1–1 gelijkgespeelde thuiswedstrijd tegen Hertha BSC. De eerste nederlaag van het seizoen volgde in de derde speelronde, waarin HSV met 1–0 verloor op bezoek bij Hannover 96. Aanvoerder Sebastian Schonlau kreeg in deze wedstrijd tweemaal geel en moest het veld voortijdig verlaten. Hamburger SV herstelde zich overtuigend van de nederlaag door de twee daaropvolgende wedstrijden tegen promovendusclubs ruim te winnen. In het eigen Volksparkstadion werd Preußen Münster met 4–1 verslagen, gevolgd door een klinkende 5–0 zege op Jahn Regensburg. Daarna volgden twee keer twee opeenvolgende 2–2 gelijke spelen. In de uitwedstrijd tegen 1. FC Kaiserslautern werd een 2–0 achterstand knap weggewerkt, terwijl in de thuiswedstrijd tegen SC Paderborn 07 opnieuw punten werden verspeeld.
Door deze resultaten was Hamburger SV naar de vijfde plaats gezakt, maar de ploeg herstelde zich overtuigend. In een uitwedstrijd tegen mede-titelkandidaat Fortuna Düsseldorf werd met 0–3 gewonnen. Vervolgens behaalde Hamburger SV een overtuigende 3–1 overwinning op het verrassend sterk presterende 1. FC Magdeburg, waarmee de ploeg zijn plaats in de top-3 van de ranglijst herstelde. In deze wedstrijd ontbrak opnieuw Robert Glatzel, die in een oefenwedstrijd een zware blessure had opgelopen, ondanks het feit dat hij in de vijf voorgaande wedstrijden maar liefst zeven keer had gescoord. Door zijn afwezigheid raakte de ploeg in een dip, wat resulteerde in slechts één overwinning in de daaropvolgende zeven wedstrijden waaronder zelfs een nederlaag tegen het op de laatste plaats staande Eintracht Braunschweig. Deze slechte reeks kostte uiteindelijk de kop van trainer Steffen Baumgart die werd ontslagen door technisch directeur Stefan Kuntz. Zijn taken werden in eerste instantie tijdelijk overgenomen door zijn assistent Merlin Polzin die begin december begon met een 1-3 uitoverwinning bij Karlsruher SC. Na gelijke spelen tegen SV Darmstadt 98 (2-2) en SSV Ulm 1846 (1-1) werd na de 5-0 overwinning op Greuther Fürth bekend dat Polzin permanent werd aangesteld als hoofdcoach. Ondanks deze goede reeks kon Hamburger SV niet voorkomen dat het de slechtste start na 16 wedstrijden had sinds de degradatie uit de 2. Bundesliga, en men ging op de achtste plaats de winterstop in.

### Tweede seizoenshelft
Na een trainingskamp in het Turkse Belek, waarin werd geoefend tegen Alemannia Aachen (2–0 winst) en het Roemeense FCSB (1–2 verlies), stond bij de hervatting van de competitie direct een kraker op het programma: een thuiswedstrijd tegen koploper 1. FC Köln in het Volksparkstadion. Dankzij een treffer van Ransford Königsdörffer won Hamburger SV met 1–0 en nam het voor het eerst dit seizoen de koppositie op de ranglijst over. Na een 2–3 uitzege op Hertha BSC in Berlijn speelde de club met 2–2 gelijk tegen Hannover 96, waardoor de koppositie weer werd overgenomen door 1. FC Köln. Eind februari nam Hamburger SV na een 3–0 thuiszege op 1. FC Kaiserslautern opnieuw de koppositie over van Die Geißböcke. Ondanks een 2–0 nederlaag in de daaropvolgende uitwedstrijd tegen SC Paderborn, het eerste verlies sinds de aanstelling van trainer Polzin, behield de club de eerste plaats op de ranglijst.
In april kende Hamburger SV een moeilijke periode, waardoor de club terugzakte naar de tweede plaats. Er werd in eigen huis verloren van zowel Eintracht Braunschweig (2–4) als Karlsruher SC (1–2), en met moeite werd een 2–2 gelijkspel behaald in de uitwedstrijd tegen Schalke 04 in Gelsenkirchen. Doordat ook 1. FC Köln punten verspeelde, bleef de koppositie binnen bereik voor Hamburger SV. Tegelijkertijd nam de druk toe, aangezien het verschil met de achtervolgende ploegen kleiner werd. In voorgaande seizoenen was promotie ondanks een gunstige uitgangspositie namelijk vaker misgelopen. De ploeg herstelde zich op tijd met een 0–4 uitzege op SV Darmstadt 98 in de 32e speelronde. Een week later werd promotie definitief veiliggesteld dankzij een 6-1 thuisoverwinning op SSV Ulm 1846, waardoor Hamburger SV niet meer in te halen was door de nummer drie van de ranglijst.

### DFB-Pokal
In de eerste ronde van de DFB-Pokal speelde Hamburger SV een uitwedstrijd tegen SV Meppen, uitkomend in de Regionalliga Nord. In de Hänsch-Arena kende HSV weinig problemen. Dankzij doelpunten van Immanuel Pherai en Miro Muheim ging de ploeg met een 0–2 voorsprong de rust in. In de tweede helft werd deze verder uitgebouwd tot een overtuigende 1–7 eindstand.
In de tweede ronde trof Hamburger SV opnieuw een tegenstander op vreemde bodem: Bundesliga-club SC Freiburg. Na 17 minuten kwam Freiburg op een 1–0 voorsprong via een kopbal van Matthias Ginter. Kort voor rust verdubbelde Vincenzo Grifo de stand door een benutte strafschop. In de tweede helft nam HSV het initiatief en kwam het in de 51e minuut terug tot 2–1 via een kopbal van Jonas Meffert. Ondanks aanhoudende druk slaagde de ploeg er niet in om nogmaals te scoren, waarmee het in de tweede ronde werd uitgeschakeld. Op de laatste speeldag had het team een voorsprong van één punt op 1. FC Köln. Door een uitnederlaag van 3-2 tegen Greuther Fürth en de 4-0 overwinning van Köln op 1. FC Kaiserslautern verloor het team de eerste plaats en eindigde uiteindelijk als tweede in de ranglijst.
* De verslagen van de hierboven genoemde wedstrijden zijn in de wedstrijdoverzichten terug te vinden.

## Clubstatistieken

### Eindstand in de 2. Bundesliga
| Stand | Gespeeld | Gewonnen | Gelijk | Verloren | Punten | Doelpunten voor | Doelpunten tegen | Gele kaarten | 2× Geel > Rood | Rode kaarten |
| ----- | -------- | -------- | ------ | -------- | ------ | --------------- | ---------------- | ------------ | -------------- | ------------ |
| 2e    | 34       | 16       | 11     | 7        | 59     | 78              | 44               | 77           | 4              | 1            |

### Stand, punten en doelpunten per speelronde
| Speelronde                            | 1  | 2  | 3   | 4  | 5  | 6  | 7  | 8   | 9   | 10  | 11  | 12 | 13 | 14  | 15  | 16  | 17  | 18  | 19  | 20  | 21  | 22  | 23  | 24  | 25  | 26  | 27  | 28  | 29  | 30  | 31  | 32  | 33  | 34  | Totaal |
| ------------------------------------- | -- | -- | --- | -- | -- | -- | -- | --- | --- | --- | --- | -- | -- | --- | --- | --- | --- | --- | --- | --- | --- | --- | --- | --- | --- | --- | --- | --- | --- | --- | --- | --- | --- | --- | ------ |
| Aantal punten per speelronde          | 3  | 1  | 0   | 3  | 3  | 1  | 1  | 3   | 3   | 0   | 1   | 0  | 1  | 3   | 1   | 1   | 3   | 3   | 3   | 1   | 3   | 1   | 3   | 0   | 3   | 3   | 1   | 3   | 0   | 1   | 0   | 3   | 3   | 0   |        |
| Aantal punten na speelronde           | 3  | 4  | 4   | 7  | 10 | 11 | 12 | 15  | 18  | 18  | 19  | 19 | 20 | 23  | 24  | 25  | 28  | 31  | 34  | 35  | 38  | 39  | 42  | 42  | 45  | 48  | 49  | 52  | 52  | 53  | 53  | 56  | 59  | 59  | 59     |
| Stand na speelronde                   | 6e | 7e | 12e | 7e | 4e | 4e | 6e | 5e  | 3e  | 5e  | 4e  | 5e | 8e | 2e  | 7e  | 8e  | 3e  | 1e  | 1e  | 2e  | 2e  | 2e  | 1e  | 1e  | 1e  | 1e  | 2e  | 1e  | 1e  | 2e  | 2e  | 1e  | 1e  | 2e  | 2e     |
| Aantal doelpunten per speelronde      | 2  | 1  | 0   | 4  | 5  | 2  | 2  | 3   | 3   | 2   | 1   | 1  | 2  | 3   | 2   | 1   | 5   | 1   | 3   | 2   | 2   | 1   | 3   | 0   | 4   | 3   | 0   | 3   | 2   | 2   | 1   | 4   | 6   | 2   | 78     |
| Aantal tegendoelpunten per speelronde | 1  | 1  | 1   | 1  | 0  | 2  | 2  | 0   | 1   | 4   | 1   | 3  | 2  | 1   | 2   | 1   | 0   | 0   | 2   | 2   | 1   | 1   | 0   | 2   | 1   | 0   | 0   | 0   | 4   | 2   | 2   | 0   | 1   | 3   | 44     |
| Doelsaldo per speelronde              | +1 | +1 | 0   | +3 | +8 | +8 | +8 | +11 | +13 | +11 | +11 | +9 | +9 | +11 | +11 | +11 | +16 | +17 | +18 | +18 | +19 | +19 | +22 | +20 | +23 | +26 | +26 | +29 | +27 | +27 | +26 | +30 | +35 | +34 | +34    |

### Kaarten per speelronde
Met 101 gele kaarten was SSV Ulm 1846 de ploeg met de meeste gele kaarten in de 2. Bundesliga. Fortuna Düsseldorf ontving over het gehele seizoen 87 kaarten en eindigde daarmee als tweede op de ranglijst. Met 86 kaarten nam Karlsruher SC de derde plaats in. Hamburger SV ontving dit seizoen 77 gele kaarten en eindigde daarmee op de gedeelde 11e plaats.
Wat betreft rode kaarten waren Hamburger SV en Schalke 04 de koplopers in de competitie, met elk vijf rode kaarten gedurende het seizoen. Sebastian Schonlau van Hamburger SV ontving in de negende competitieronde een directe rode kaart. Daarnaast kregen Schonlau, evenals Jonas Meffert, Daniel Elfadli en Emir Sahiti, elk tweemaal een gele kaart.
Onderstaand overzicht bevat uitsluitend de gele en rode kaarten die aan spelers zijn uitgereikt tijdens competitiewedstrijden. Kaarten uit de DFB-Pokal en kaarten voor leden van de technische staf zijn hierin niet opgenomen.
| Speelronde  | 1 | 2 | 3  | 4 | 5  | 6  | 7  | 8  | 9  | 10 | 11 | 12 | 13 | 14 | 15 | 16 | 17 | 18 | 19 | 20 | 21 | 22 | 23 | 24 | 25 | 26 | 27 | 28 | 29 | 30 | 31 | 32 | 33 | 34 |
| ----------- | - | - | -- | - | -- | -- | -- | -- | -- | -- | -- | -- | -- | -- | -- | -- | -- | -- | -- | -- | -- | -- | -- | -- | -- | -- | -- | -- | -- | -- | -- | -- | -- | -- |
| Gele kaart  | 2 | 2 | 2  | 0 | 4  | 3  | 3  | 2  | 2  | 3  | 1  | 2  | 2  | 4  | 2  | 4  | 2  | 3  | 4  | 4  | 2  | 3  | 1  | 1  | 1  | 2  | 0  | 2  | 3  | 3  | 1  | 3  | 3  | 1  |
| Totaal geel | 2 | 4 | 6  | 6 | 10 | 13 | 16 | 18 | 20 | 23 | 24 | 26 | 28 | 32 | 34 | 38 | 40 | 43 | 47 | 51 | 53 | 56 | 57 | 58 | 59 | 61 | 61 | 63 | 66 | 69 | 70 | 73 | 76 | 77 |
| Rode kaart  | 0 | 0 | 1* | 0 | 0  | 0  | 0  | 0  | 1  | 1* | 0  | 0  | 0  | 0  | 0  | 1* | 0  | 0  | 0  | 0  | 0  | 1* | 0  | 0  | 0  | 0  | 0  | 0  | 0  | 0  | 0  | 0  | 0  | 0  |
| Totaal rood | 0 | 0 | 1  | 1 | 1  | 1  | 1  | 1  | 2  | 3  | 3  | 3  | 3  | 3  | 3  | 4  | 4  | 4  | 4  | 4  | 4  | 5  | 5  | 5  | 5  | 5  | 5  | 5  | 5  | 5  | 5  | 5  | 5  | 5  |

* Betreft 2x geel en wordt in dit schema gezien als een rode kaart.

### Toeschouwersaantallen
Met een bezettingsgraad van 98,8% en een totaal van 957.509 toeschouwers in het Volksparkstadion behaalde Hamburger SV de tweede hoogste publieksopkomst van het seizoen. Het stadion was dertien keer volledig uitverkocht. De wedstrijd tegen Darmstadt trok met 51.616 bezoekers het minste aantal toeschouwers. Schalke 04 noteerde met 1.047.862 toeschouwers in de Veltins-Arena het hoogste totaal in de 2. Bundesliga dit seizoen. Hertha BSC stond met 904.239 bezoekers in het Olympiastadion op de derde plaats.
In het onderstaande overzicht zijn de toeschouwersaantallen opgenomen, zowel voor thuis- als uitwedstrijden.
| Tegenstander       | Eintracht Braunschweig | Darmstadt | Fortuna Düsseldorf | SV Elversberg | Greuther Fürth | Hannover 96 | Hertha BSC | 1. FC Kaiserslautern | Karlsruher SC | 1. FC Köln | 1. FC Magdeburg | Preußen Münster | 1. FC Nürnberg | SC Paderborn | Jahn Regensburg | Schalke 04 | Ulm 1846 | Totaal  |
| ------------------ | ---------------------- | --------- | ------------------ | ------------- | -------------- | ----------- | ---------- | -------------------- | ------------- | ---------- | --------------- | --------------- | -------------- | ------------ | --------------- | ---------- | -------- | ------- |
| Hamburger SV thuis | 57.000                 | 51.616    | 57.000             | 56.328        | 54.786         | 57.000      | 57.000     | 57.000               | 57.000        | 57.000     | 57.000          | 57.000          | 57.000         | 57.000       | 53.779          | 57.000     | 57.000   | 957.509 |
| Hamburger SV uit   | 22.418                 | 17.810    | 51.500             | 9.502         | 16.126         | 49.000      | 71.500     | 49.327               | 31.805        | 50.000     | 27.270          | 12.422          | 47.300         | 15.000       | 15.210          | 62.077     | 17.400   | 565.167 |

### Strafschoppen
Fortuna Düsseldorf kreeg dit seizoen negen strafschoppen toegekend, het hoogste aantal in de competitie. SSV Ulm 1846 en Hamburger SV deelden met zeven toegekende strafschoppen de tweede plaats. Hiervan werden vijf strafschoppen succesvol benut, waarvan drie door Davie Selke tijdens wedstrijden tegen Preußen Münster, SSV Jahn Regensburg en Karlsruher SC. Robert Glatzel nam tegen Fortuna Düsseldorf en Greuther Fürth de andere twee doelpunten vanaf de penaltystip voor hun rekening. Zowel Ransford Königsdörffer als Davie Selke misten dit seizoen een strafschop, respectievelijk tegen 1. FC Köln en SSV Jahn Regensburg.
Hamburger SV kreeg in totaal vijf strafschoppen tegen. Deze werden benut door Jessic Ngankam (Hannover 96), Martijn Kaars (1. FC Magdeburg) en Felix Klaus (Greuther Fürth). Semir Telalović (SSV Ulm 1846) en Johan Gómez (Eintracht Braunschweig) misten beiden hun strafschop tegen HSV.
Het onderstaande overzicht geeft een overzicht van de strafschopstatistieken, zowel voor als tegen Hamburger SV.
| Penalty's    | Penalty's gescoord | Penalty's gemist | Penalty's totaal | Gescoord door:                 | Gemist door: (Gepakt door:)                               |
| ------------ | ------------------ | ---------------- | ---------------- | ------------------------------ | --------------------------------------------------------- |
| Hamburger SV | 5                  | 2                | 7                | 3: Selke 2: Glatzel            | 1: Königsdörffer (Schwäbe) 1: Selke (Gebhardt)            |
| Tegenstander | 3                  | 2                | 5                | 1: Ngankam, 1: Kaars, 1: Klaus | 1: Gómez (Heuer Fernandes) 1: Telalović (Heuer Fernandes) |

## Spelersstatistieken

### Topscorers
Davie Selke werd dit seizoen met 22 doelpunten de topscorer van de 2. Bundesliga. Martijn Kaars van 1. FC Magdeburg volgde met 19 doelpunten, waarmee hij de tweede plaats bezette. Fisnik Asllani van SV Elversberg en Ragnar Ache van 1. FC Kaiserslautern deelden met 18 doelpunten de derde plaats op de ranglijst. Jean-Luc Dompé was dit seizoen met 12 assists samen met Julian Justvan (1. FC Nürnberg) de speler met de meeste doelpuntenvoorbereidingen in de 2. Bundesliga. De gedeelde derde plaats werd ingenomen door Miro Muheim, Linton Maina (1. FC Köln) en Marvin Wanitzek (Karlsruher SC), die elk 11 assists gaven.
Onderstaand overzicht toont alle spelers die dit seizoen hebben gescoord en/of een assist hebben gegeven, in zowel de competitie als de beker. De lijst is gerangschikt op het totaal aantal doelpunten en assists.
| #   | Naam                   | Totaal | Doelpunten    | Doelpunten | Doelpunten | Assists       | Assists   | Assists |
| #   | Naam                   | Totaal | 2. Bundesliga | DFB-Pokal  | Totaal     | 2. Bundesliga | DFB-Pokal | Totaal  |
| --- | ---------------------- | ------ | ------------- | ---------- | ---------- | ------------- | --------- | ------- |
| 1.  | Davie Selke            | 23     | 22            | 1          | 23         | 0             | 0         | 0       |
| 2.  | Jean-Luc Dompé         | 21     | 9             | 0          | 9          | 12            | 0         | 12      |
| 3.  | Ransford Königsdörffer | 17     | 14            | 0          | 14         | 2             | 1         | 3       |
| 4.  | Miro Muheim            | 14     | 1             | 1          | 2          | 11            | 1         | 12      |
| 5.  | Robert Glatzel         | 11     | 10            | 1          | 11         | 0             | 0         | 0       |
| 6.  | Adam Karabec           | 8      | 3             | 0          | 3          | 4             | 1         | 5       |
| 7.  | Daniel Elfadli         | 6      | 3             | 0          | 3          | 3             | 0         | 3       |
| 8.  | Immanuel Pherai        | 6      | 2             | 0          | 2          | 3             | 1         | 4       |
| 9.  | Emir Sahiti            | 5      | 3             | 0          | 3          | 2             | 0         | 2       |
| 10. | Fabio Baldé            | 5      | 1             | 1          | 2          | 3             | 0         | 3       |
| 11. | Ludovit Reis           | 4      | 2             | 0          | 2          | 2             | 0         | 2       |
| 12. | Jonas Meffert          | 4      | 1             | 0          | 1          | 2             | 1         | 3       |
| 13. | Otto Stange            | 2      | 2             | 0          | 2          | 0             | 0         | 0       |
| 14. | Noah Katterbach        | 2      | 1             | 0          | 1          | 1             | 0         | 1       |
| 15. | William Mikelbrencis   | 2      | 0             | 0          | 0          | 2             | 0         | 2       |
| 16. | Marco Richter          | 1      | 1             | 0          | 1          | 0             | 0         | 0       |
| 17. | Dennis Hadžikadunić    | 1      | 1             | 0          | 1          | 0             | 0         | 0       |
| 18. | Silvan Hefti           | 1      | 1             | 0          | 1          | 0             | 0         | 0       |
| 19. | Moritz Heyer           | 1      | 1             | 0          | 1          | 0             | 0         | 0       |
| 17. | Łukasz Poręba          | 1      | 1             | 0          | 1          | 0             | 0         | 0       |
| 18. | Marco Richter          | 1      | 1             | 0          | 1          | 0             | 0         | 0       |
| 19. | Bakery Jatta           | 1      | 0             | 0          | 0          | 1             | 0         | 1       |

* Eigen doelpunten werden gescoord door Marcus Mathisen (1. FC Magdeburg) en Philipp Strompf (SSV Ulm 1846).

### Gele en Rode kaarten
Daniel Elfadli ontving in het competitieseizoen negen gele kaarten en eindigde daarmee op de gedeelde dertiende plaats in het overall klassement van de 2. Bundesliga. Dženis Burnić (Karlsruher SC) voerde de ranglijst aan met veertien gele kaarten. Nicolai Rapp, teamgenoot van Burnić, deelde de tweede plaats met Márton Dárdai (Hertha BSC) en Marcus Mathisen (1. FC Magdeburg), die elk dertien keer geel ontvingen.
Hamburger SV ontving in het seizoen vijf rode kaarten. Aanvoerder Sebastian Schonlau werd tweemaal van het veld gestuurd: eerst in de uitwedstrijd tegen Hannover 96 na tweemaal geel, en enkele weken later met een directe rode kaart in de thuiswedstrijd tegen 1. FC Magdeburg, na een overtreding die als noodrem werd beoordeeld door scheidsrechter Sven Jablonski. Een week later kreeg Jonas Meffert eveneens rood na twee gele kaarten in de uitwedstrijd tegen SV Elversberg. Voor de winterstop liep Daniel Elfadli in de uitwedstrijd tegen SSV Ulm 1846 ook tegen een tweede gele kaart aan. De vijfde en laatste rode kaart viel in februari, tijdens de uitwedstrijd tegen SSV Jahn Regensburg, waar Emir Sahiti binnen drie minuten tweemaal geel ontving en vroegtijdig het veld moest verlaten.
Onderstaand overzicht toont alle spelers van Hamburger SV die in het seizoen een gele en/of rode kaart ontvingen, in zowel de competitie als het bekertoernooi. De lijst is gesorteerd op het aantal gele kaarten, gevolgd door het aantal rode kaarten.
| #   | Naam                   | Gele kaart    | Gele kaart | Gele kaart | Rode kaart    | Rode kaart | Rode kaart |
| #   | Naam                   | 2. Bundesliga | DFB-Pokal  | Totaal     | 2. Bundesliga | DFB-Pokal  | Totaal     |
| --- | ---------------------- | ------------- | ---------- | ---------- | ------------- | ---------- | ---------- |
| 1.  | Daniel Elfadli         | 9             | 0          | 9          | 1             | 0          | 1          |
| 2.  | Davie Selke            | 7             | 0          | 7          | 0             | 0          | 0          |
| 3.  | Miro Muheim            | 6             | 0          | 6          | 0             | 0          | 0          |
| 4.  | Sebastian Schonlau     | 5             | 0          | 5          | 2             | 0          | 2          |
| 5.  | Ludovit Reis           | 5             | 0          | 5          | 0             | 0          | 0          |
| 6.  | William Mikelbrencis   | 4             | 1          | 5          | 0             | 0          | 0          |
| 7.  | Ransford Königsdörffer | 4             | 0          | 4          | 0             | 0          | 0          |
| 8.  | Dennis Hadžikadunić    | 4             | 0          | 4          | 0             | 0          | 0          |
| 9.  | Silvan Hefti           | 4             | 0          | 4          | 0             | 0          | 0          |
| 10. | Immanuel Pherai        | 4             | 0          | 4          | 0             | 0          | 0          |
| 10. | Łukasz Poręba          | 4             | 0          | 4          | 0             | 0          | 0          |
| 11. | Emir Sahiti            | 3             | 0          | 3          | 1             | 0          | 1          |
| 12. | Jean-Luc Dompé         | 3             | 0          | 3          | 0             | 0          | 0          |
| 13. | Adam Karabec           | 3             | 0          | 3          | 0             | 0          | 0          |
| 14. | Jonas Meffert          | 2             | 0          | 2          | 1             | 0          | 1          |
| 15. | Fabio Baldé            | 2             | 0          | 2          | 0             | 0          | 0          |
| 16. | Noah Katterbach        | 2             | 0          | 2          | 0             | 0          | 0          |
| 17. | Adedire Mebude         | 2             | 0          | 2          | 0             | 0          | 0          |
| 18. | Marco Richter          | 2             | 0          | 2          | 0             | 0          | 0          |
| 19. | Moritz Heyer           | 1             | 0          | 1          | 0             | 0          | 0          |
| 20. | Bakery Jatta           | 1             | 0          | 1          | 0             | 0          | 0          |

De stafleden zijn niet opgenomen in het overzicht, maar hoofdtrainer Steffen Baumgart ontving in totaal drie gele kaarten. Op dat moment assistent-trainer Merlin Polzin werd tijdens de uitwedstrijd tegen SV Elversberg met tweemaal geel naar de tribune gestuurd en kreeg daarnaast een gele kaart in de uitwedstrijd tegen Preußen Münster. Ook assistent-trainer Loïc Favé ontving in datzelfde duel een gele kaart.

### Speelminuten
In het seizoen maakte Hamburger SV gebruik van in totaal 32 spelers. Adedire Mebude en Alexander Røssing-Lelesiit maakten enkele keren hun opwachting in het eerste elftal vanuit de Onder-19, terwijl Nicolas Oliveira en Joël Agyekum enkele speelminuten maakten vanuit het tweede elftal. Guilherme Ramos kwam nog in actie aan het begin van het seizoen, maar werd kort daarna verkocht.
De doelmannen Florian Kastenmeier (Fortuna Düsseldorf), Max Weiß (Karlsruher SC), Nicolas Kristof (SV Elversberg), Dominik Reimann (1. FC Magdeburg), Marcel Schuhen (SV Darmstadt 98) en Ron-Robert Zieler (Hannover 96) waren samen met de veldspelers Marvin Wanitzek (Karlsruher SC) en Maurice Neubauer (SV Elversberg) de enigen die geen enkele minuut misten in het competitieseizoen. Zij speelden alle 34 wedstrijden en kwamen daarmee tot een totaal van 3.060 speelminuten. Bij Hamburger SV was doelman Daniel Heuer Fernandes met 2.790 minuten de speler met de meeste speeltijd, goed voor de 28e plaats op de algemene ranglijst. Verdediger Miro Muheim volgde met 2.667 minuten als meest ingezette veldspeler van de club. Bovenstaande gegevens hebben uitsluitend betrekking op wedstrijden in de 2. Bundesliga en omvatten dus niet de minuten in de DFB-Pokal.
Onderstaand overzicht toont het aantal gespeelde minuten per speler, uitgesplitst naar competitie en DFB-Pokal. Daarnaast wordt vermeld hoe vaak een speler in de basis begon en hoe vaak hij als invaller in het veld kwam.
| #   | Naam                           | Minuten       | Minuten   | Minuten | Wedstrijden | Wedstrijden | Wedstrijden |
| #   | Naam                           | 2. Bundesliga | DFB-Pokal | Totaal  | Basis       | Invaller    | Totaal      |
| --- | ------------------------------ | ------------- | --------- | ------- | ----------- | ----------- | ----------- |
| 1.  | Daniel Heuer Fernandes         | 2790'         | 90'       | 2880'   | 32          | 0           | 32          |
| 2.  | Miro Muheim                    | 2667'         | 154'      | 2821'   | 32          | 0           | 32          |
| 3.  | Daniel Elfadli                 | 2653'         | 90'       | 2743'   | 31          | 1           | 32          |
| 4.  | Jonas Meffert                  | 2376'         | 154'      | 2530'   | 30          | 1           | 31          |
| 5.  | Jean-Luc Dompé                 | 2404'         | 14'       | 2418'   | 27          | 6           | 33          |
| 6.  | Adam Karabec                   | 1956'         | 166'      | 2122'   | 26          | 7           | 33          |
| 7.  | Davie Selke                    | 1932'         | 103'      | 2035'   | 23          | 10          | 33          |
| 8.  | Dennis Hadžikadunić            | 2024'         | 0'        | 2024'   | 24          | 1           | 25          |
| 9.  | Sebastian Schonlau             | 1763'         | 180'      | 1943'   | 21          | 4           | 25          |
| 10. | Ludovit Reis                   | 1621'         | 180'      | 1801'   | 20          | 8           | 28          |
| 11. | Ransford Königsdörffer         | 1679'         | 112'      | 1791'   | 20          | 14          | 34          |
| 12. | William Mikelbrencis           | 1653'         | 88'       | 1741'   | 20          | 6           | 26          |
| 13. | Emir Sahiti                    | 1264'         | 0'        | 1264'   | 15          | 7           | 22          |
| 14. | Marco Richter                  | 1180'         | 22'       | 1202'   | 14          | 14          | 28          |
| 15. | Silvan Hefti                   | 1002'         | 90'       | 1092'   | 12          | 8           | 20          |
| 16. | Fabio Baldé                    | 665'          | 151'      | 816'    | 7           | 17          | 24          |
| 17. | Łukasz Poręba                  | 659'          | 94'       | 753'    | 6           | 13          | 19          |
| 18. | Robert Glatzel                 | 670'          | 15'       | 685'    | 6           | 10          | 16          |
| 19. | Immanuel Pherai                | 608'          | 75'       | 683'    | 6           | 13          | 19          |
| 20. | Noah Katterbach                | 549'          | 40'       | 683'    | 7           | 3           | 10          |
| 21. | Bakery Jatta                   | 424'          | 57'       | 481'    | 7           | 3           | 10          |
| 22. | Matheo Raab                    | 270'          | 90'       | 360'    | 4           | 0           | 4           |
| 23. | Lucas Perrin *                 | 324'          | 0'        | 324'    | 3           | 3           | 6           |
| 24. | Moritz Heyer *                 | 141'          | 15'       | 156'    | 1           | 4           | 5           |
| 25. | Otto Stange                    | 145'          | 0'        | 145'    | 1           | 13          | 14          |
| 26. | Adedire Mebude ***             | 112'          | 0'        | 112'    | 1           | 3           | 4           |
| 27. | Levin Öztunalı                 | 27'           | 0'        | 27'     | 0           | 2           | 2           |
| 28. | Anssi Suhonen **               | 16'           | 0'        | 16'     | 0           | 1           | 1           |
| 29. | Alexander Røssing-Lelesiit *** | 16'           | 0'        | 16'     | 0           | 2           | 2           |
| 30. | Guilherme Ramos *              | 7'            | 0'        | 7'      | 0           | 1           | 1           |
| 31. | Nicolas Oliveira ****          | 2'            | 0'        | 2'      | 0           | 1           | 1           |
| 32. | Joël Agyekum ****              | 1'            | 0'        | 1'      | 0           | 1           | 1           |

* Speler speelde alleen de eerste seizoenshelft bij de club.
** Speler speelde alleen de tweede seizoenshelft bij de club.
*** Speler vanuit de selectie van Hamburger SV –19.
**** Speler vanuit de selectie van Hamburger SV II.

### Doelmannen
Nicolas Kristof (SV Elversberg ) was in het seizoen de doelman met de meeste clean sheets in de 2. Bundesliga. Hij hield in 34 competitiewedstrijden dertien keer zijn doel schoon. Ron-Robert Zieler (Hannover 96) volgde met elf wedstrijden zonder tegendoelpunt. Daarna volgden drie keepers met 9 clean sheets op de derde plaats. Daniel Heuer Fernandes hield acht keer de nul en eindigde daarmee op de zesde plaats in het klassement. De genoemde cijfers hebben uitsluitend betrekking op competitiewedstrijden.
Onderstaand overzicht toont de statistieken van de twee doelmannen die dit seizoen het doel van Hamburger SV hebben verdedigd.
| #  | Naam                   | 2. Bundesliga | 2. Bundesliga    | 2. Bundesliga   | 2. Bundesliga              | DFB-Bokal   | DFB-Bokal        | DFB-Bokal       | DFB-Bokal                  |
| #  | Naam                   | Wedstrijden   | Doelpunten tegen | De nul gehouden | Strafschoppen niet in doel | Wedstrijden | Doelpunten tegen | De nul gehouden | Strafschoppen niet in doel |
| -- | ---------------------- | ------------- | ---------------- | --------------- | -------------------------- | ----------- | ---------------- | --------------- | -------------------------- |
| 1. | Daniel Heuer Fernandes | 31            | 40               | 8x              | 2/5                        | 1           | 1                | 0×              | 0/0                        |
| 2. | Matheo Raab            | 3             | 4                | 1x              | 0/0                        | 1           | 2                | 0×              | 0/0                        |

### Statistieken aller tijden
In dit seizoen maakten Adam Karabec, Fabio Baldé, Davie Selke, Silvan Hefti, Otto Stange, Marco Richter, Daniel Elfadli, Emir Sahiti, Lucas Perrin, Adedire Mebude, Joël Agyekum en Alexander Røssing-Lelesiit hun debuut in het eerste elftal van Hamburger SV. Daarmee werden zij toegevoegd aan de ranglijst van spelers die ooit zijn uitgekomen voor de club.
Op deze eeuwige ranglijst is Manfred Kaltz de speler met de meeste officiële wedstrijden voor Hamburger SV. Tussen 1971 en 1989 en in het seizoen 1990–1991 kwam hij in totaal 742 keer in actie. Uwe Seeler is de overall clubtopscorer van Hamburger SV. Tussen 1953 en 1972 maakte hij 496 doelpunten.
In onderstaand staat een overzicht van alle spelers uit de huidige selectie met het aantal gespeelde wedstrijden en gemaakte doelpunten gedurende hun verblijf bij Hamburger SV.
| #   | Naam                       | Wedstrijden | Wedstrijden | Wedstrijden | Wedstrijden | Wedstrijden | Doelpunten | Doelpunten | Doelpunten | Doelpunten | Doelpunten |
| #   | Naam                       | Competitie  | Beker       | Play-offs   | Europa      | Totaal      | Competitie | Beker      | Play-offs  | Europa     | Totaal     |
| --- | -------------------------- | ----------- | ----------- | ----------- | ----------- | ----------- | ---------- | ---------- | ---------- | ---------- | ---------- |
| 1.  | Bakery Jatta               | 196         | 17          | 4           | 0           | 217         | 24         | 4          | 0          | 0          | 28         |
| 2.  | Daniel Heuer Fernandes     | 141         | 11          | 4           | 0           | 156         | 0          | 0          | 0          | 0          | 0          |
| 3.  | Jonas Meffert              | 126         | 9           | 4           | 0           | 139         | 3          | 1          | 0          | 0          | 4          |
| 4.  | Robert Glatzel             | 115         | 10          | 4           | 0           | 129         | 73         | 7          | 0          | 0          | 80         |
| 5.  | Ludovit Reis               | 116         | 9           | 4           | 0           | 129         | 19         | 0          | 1          | 0          | 20         |
| 6.  | Miro Muheim                | 112         | 11          | 4           | 0           | 127         | 9          | 1          | 0          | 0          | 10         |
| 7.  | Moritz Heyer               | 112         | 10          | 0           | 0           | 122         | 13         | 0          | 0          | 0          | 13         |
| 8.  | Sebastian Schonlau         | 102         | 9           | 4           | 0           | 115         | 5          | 1          | 0          | 0          | 6          |
| 9.  | Ransford Königsdörffer     | 93          | 7           | 2           | 0           | 102         | 5          | 1          | 0          | 0          | 6          |
| 9.  | Jean-Luc Dompé             | 87          | 3           | 2           | 0           | 92          | 15         | 0          | 0          | 0          | 15         |
| 11. | Dennis Hadžikadunić        | 49          | 3           | 0           | 0           | 52          | 2          | 0          | 0          | 0          | 2          |
| 12. | Anssi Suhonen              | 48          | 3           | 1           | 0           | 52          | 2          | 0          | 0          | 0          | 2          |
| 13. | Immanuel Pherai            | 47          | 3           | 0           | 0           | 50          | 3          | 3          | 0          | 0          | 6          |
| 14. | William Mikelbrencis       | 37          | 4           | 1           | 0           | 42          | 0          | 0          | 0          | 0          | 0          |
| 15. | Łukasz Poręba              | 34          | 3           | 0           | 0           | 37          | 3          | 0          | 0          | 0          | 3          |
| 16. | Davie Selke                | 31          | 2           | 0           | 0           | 33          | 22         | 1          | 0          | 0          | 23         |
| 17. | Adam Karabec               | 31          | 2           | 0           | 0           | 33          | 3          | 0          | 0          | 0          | 3          |
| 18. | Daniel Elfadli             | 31          | 1           | 0           | 0           | 32          | 3          | 0          | 0          | 0          | 3          |
| 19. | Marco Richter              | 27          | 1           | 0           | 0           | 28          | 1          | 0          | 0          | 0          | 1          |
| 20. | Noah Katterbach            | 25          | 2           | 0           | 0           | 27          | 1          | 0          | 0          | 0          | 1          |
| 21. | Guilherme Ramos            | 23          | 3           | 0           | 0           | 26          | 1          | 0          | 0          | 0          | 1          |
| 22. | Fabio Baldé                | 22          | 2           | 0           | 0           | 24          | 1          | 0          | 0          | 0          | 1          |
| 23. | Levin Öztunalı             | 21          | 3           | 0           | 0           | 24          | 0          | 0          | 0          | 0          | 0          |
| 24. | Emir Sahiti                | 22          | 0           | 0           | 0           | 22          | 3          | 0          | 0          | 0          | 3          |
| 25. | Matheo Raab                | 18          | 4           | 0           | 0           | 22          | 0          | 0          | 0          | 0          | 0          |
| 26. | Silvan Hefti               | 19          | 1           | 0           | 0           | 20          | 1          | 0          | 0          | 0          | 1          |
| 27. | Otto Stange                | 14          | 0           | 0           | 0           | 14          | 2          | 0          | 0          | 0          | 2          |
| 28. | Nicolas Oliveira           | 5           | 1           | 0           | 0           | 6           | 0          | 0          | 0          | 0          | 0          |
| 29. | Lucas Perrin               | 6           | 0           | 0           | 0           | 6           | 0          | 0          | 0          | 0          | 0          |
| 30. | Adedire Mebude             | 4           | 0           | 0           | 0           | 4           | 0          | 0          | 0          | 0          | 0          |
| 30. | Alexander Røssing-Lelesiit | 2           | 0           | 0           | 0           | 2           | 0          | 0          | 0          | 0          | 0          |
| 31. | Joël Agyekum               | 1           | 0           | 0           | 0           | 1           | 0          | 0          | 0          | 0          | 0          |

## Oefenwedstrijden
|                   |               |                | |                                                                           |
| 6 juli 2024 14.00 | TuS Neetze () | 0 - 12 (0 - 4) | Hamburger SV | Stadion: Jahn-stadion, Neetze Toeschouwers: 2.500 Scheidsrechter: Strampe |
| 6 juli 2024 14.00 |               | Verslag, Video | 17' Reis 21' Németh 36' Reis (pen) 39' Németh 47' Pherai 53' Poręba 65' Yalcinkaya 73' Königsdörffer 75' Yalcinkaya 76' Stange 88' Poręba 90+1' Stange | Stadion: Jahn-stadion, Neetze Toeschouwers: 2.500 Scheidsrechter: Strampe |
| 6 juli 2024 14.00 |               |                | | Stadion: Jahn-stadion, Neetze Toeschouwers: 2.500 Scheidsrechter: Strampe |
| 6 juli 2024 14.00 |               |                | | Stadion: Jahn-stadion, Neetze Toeschouwers: 2.500 Scheidsrechter: Strampe |
|                   |               |                | |                                                                           |

Bijzonderheden:
- Nieuwkomers Adam Karabec en Daniel Elfadli maakten hun officieuze debuut voor Hamburger SV. Daarnaast kwamen jeugdspelers Otto Stange en Fabio Baldé voor het eerst in actie in het eerste elftal;
- Otto Stange en Bilal Yalincinka wisten hun eerste officieuze doelpunt voor Hamburger SV te maken.

|                    |                         |                |                                                                    |                                                                                  |
| 12 juli 2024 19.00 | SV Drochtersen/Assel () | 1 - 5 (1 - 2)  | Hamburger SV                                                       | Stadion: Kehdinger Stadion, Drochtersen Toeschouwers: 4.000 Scheidsrechter: Bahr |
| 12 juli 2024 19.00 | Reincke 40'             | Verslag, Video | 21' Königsdörffer 35' Hadžikadunić 48' Dompé 69' Heyer 87' Karabec | Stadion: Kehdinger Stadion, Drochtersen Toeschouwers: 4.000 Scheidsrechter: Bahr |
| 12 juli 2024 19.00 |                         |                |                                                                    | Stadion: Kehdinger Stadion, Drochtersen Toeschouwers: 4.000 Scheidsrechter: Bahr |
| 12 juli 2024 19.00 |                         |                |                                                                    | Stadion: Kehdinger Stadion, Drochtersen Toeschouwers: 4.000 Scheidsrechter: Bahr |
|                    |                         |                |                                                                    |                                                                                  |

Bijzonderheden:
- Adam Karabec maakte zijn eerste officieuze doelpunt voor Hamburger SV.

|                    |                             |                |                                                     |                                                                                         |
| 13 juli 2024 17.00 | VfB Lübeck ()               | 2 - 5 (2 - 0)  | Hamburger SV                                        | Stadion: Stadion an der Lohmühle, Lübeck Toeschouwers: 10.000 Scheidsrechter: Jürgensen |
| 13 juli 2024 17.00 | Bukusu 28' (pen) Wahl 45+1' | Verslag, Video | 52' Ramos 63' Karabec 67' Dompé 84' Dompé 88' Dompé | Stadion: Stadion an der Lohmühle, Lübeck Toeschouwers: 10.000 Scheidsrechter: Jürgensen |
| 13 juli 2024 17.00 |                             |                |                                                     | Stadion: Stadion an der Lohmühle, Lübeck Toeschouwers: 10.000 Scheidsrechter: Jürgensen |
| 13 juli 2024 17.00 |                             |                |                                                     | Stadion: Stadion an der Lohmühle, Lübeck Toeschouwers: 10.000 Scheidsrechter: Jürgensen |
|                    |                             |                |                                                     |                                                                                         |

|                    |                                                |                |                         |                                       |
| 20 juli 2024 14.00 | Hamburger SV                                   | 4 - 2 (0 - 2)  | FC Nantes ()            | Stadion: Saalfelden Arena, Saalfelden |
| 20 juli 2024 14.00 | Heyer 72' Hadžikadunić 82' Baldé 86' Jatta 99' | Verslag, Video | 9' Mahamoud 26' Pallois | Stadion: Saalfelden Arena, Saalfelden |
| 20 juli 2024 14.00 |                                                |                |                         | Stadion: Saalfelden Arena, Saalfelden |
| 20 juli 2024 14.00 |                                                |                |                         | Stadion: Saalfelden Arena, Saalfelden |
|                    |                                                |                |                         |                                       |

Bijzonderheden:
- Op zijn verjaardag maakte Fabio Baldé zijn eerste officieuze doelpunt voor het eerste elftal van Hamburger SV

|                    |              |                |                                    |                                  |
| 21 juli 2024 16.00 | Hamburger SV | 0 - 3 (0 - 0)  | Cardiff City ()                    | Stadion: Smaragd Arena, Bramberg |
| 21 juli 2024 16.00 |              | Verslag, Video | 48' Tanner 69' Davies 89' Robinson | Stadion: Smaragd Arena, Bramberg |
| 21 juli 2024 16.00 |              |                |                                    | Stadion: Smaragd Arena, Bramberg |
| 21 juli 2024 16.00 |              |                |                                    | Stadion: Smaragd Arena, Bramberg |
|                    |              |                |                                    |                                  |

|                    |                |               |                  |                                   |
| 25 juli 2024 14.00 | Hamburger SV   | 0 - 0 (0 - 0) | Aris Limassol () | Stadion: Kufstein Arena, Kufstein |
| 25 juli 2024 14.00 | Verslag, Video |               |                  | Stadion: Kufstein Arena, Kufstein |
| 25 juli 2024 14.00 |                |               |                  | Stadion: Kufstein Arena, Kufstein |
| 25 juli 2024 14.00 |                |               |                  | Stadion: Kufstein Arena, Kufstein |
|                    |                |               |                  |                                   |

|                        |              |                |                  |                                                      |
| 5 september 2024 13.00 | Hamburger SV | 0 - 1 (0 - 0)  | Holstein Kiel () | Stadion: Trainingsveld bij Volksparkstadion, Hamburg |
| 5 september 2024 13.00 |              | Verslag, Video | 57' Harres       | Stadion: Trainingsveld bij Volksparkstadion, Hamburg |
| 5 september 2024 13.00 |              |                |                  | Stadion: Trainingsveld bij Volksparkstadion, Hamburg |
| 5 september 2024 13.00 |              |                |                  | Stadion: Trainingsveld bij Volksparkstadion, Hamburg |
|                        |              |                |                  |                                                      |

Bijzonderheden:
- De wedstrijd vond plaats tijdens een interlandperiode;
- Matheo Raab maakte in deze wedstrijd zijn rentree, nadat hij in de voorbereiding uitviel met een longinfectie

|                       |              |                |               |                                                      |
| 10 oktober 2024 12.15 | Hamburger SV | 1 - 1 (0 - 0)  | Aarhus GF ()  | Stadion: Trainingsveld bij Volksparkstadion, Hamburg |
| 10 oktober 2024 12.15 | Jatta 59'    | Verslag, Video | 70' Mortensen | Stadion: Trainingsveld bij Volksparkstadion, Hamburg |
| 10 oktober 2024 12.15 |              |                |               | Stadion: Trainingsveld bij Volksparkstadion, Hamburg |
| 10 oktober 2024 12.15 |              |                |               | Stadion: Trainingsveld bij Volksparkstadion, Hamburg |
|                       |              |                |               |                                                      |

Bijzonderheden:
- De wedstrijd vond plaats tijdens een interlandperiode;
- Na een langdurige enkelblessure maakte Bakery Jatta na drie maanden zijn rentree, die hij opluisterde met een doelpunt;
- Robert Glatzel miste in de 80e minuut een strafschop, die hij hoog over het doel schoot.

|                        |                           |                |                                            |                                                                                |
| 13 november 2024 16.00 | Hamburger SV              | 2 - 4 (2 - 1)  | FC Twente ()                               | Stadion: Trainingsveld bij Volksparkstadion, Hamburg Scheidsrechter: Wienefeld |
| 13 november 2024 16.00 | Selke 17' Selke 45' (pen) | Verslag, Video | 40' Panneflek 51' Steijn 72' Vlap 85' Vlap | Stadion: Trainingsveld bij Volksparkstadion, Hamburg Scheidsrechter: Wienefeld |
| 13 november 2024 16.00 |                           |                |                                            | Stadion: Trainingsveld bij Volksparkstadion, Hamburg Scheidsrechter: Wienefeld |
| 13 november 2024 16.00 |                           |                |                                            | Stadion: Trainingsveld bij Volksparkstadion, Hamburg Scheidsrechter: Wienefeld |
|                        |                           |                |                                            |                                                                                |

Bijzonderheden:
- De wedstrijd vond plaats tijdens een interlandperiode;
- Jeugdspeler Joël Agyekum maakte zijn officieuze debuut in het eerste elftal van Hamburger SV.

|                      |                      |               |                    |                                                               |
| 6 januari 2025 11.30 | Hamburger SV         | 2 - 0 (1 - 0) | Alemannia Aachen() | Stadion: Limak Arcadia Sport Complex, Belek Toeschouwers: 180 |
| 6 januari 2025 11.30 | Sahiti 17' Jatta 58' | Verslag       |                    | Stadion: Limak Arcadia Sport Complex, Belek Toeschouwers: 180 |
| 6 januari 2025 11.30 |                      |               |                    | Stadion: Limak Arcadia Sport Complex, Belek Toeschouwers: 180 |
| 6 januari 2025 11.30 |                      |               |                    | Stadion: Limak Arcadia Sport Complex, Belek Toeschouwers: 180 |
|                      |                      |               |                    |                                                               |

Bijzonderheden:
- Emir Sahiti maakte zijn eerste officieuze doelpunt voor Hamburger SV;
- Trainer Merlin Polzin gaf zoveel mogelijk spelers speeltijd door in beide helften met een volledig ander elftal aan te treden

|                       |              |               |                                    |                                                           |
| 10 januari 2025 13.00 | Hamburger SV | 1 - 2 (1 - 0) | FCSB ()                            | Stadion: Gloria Sports Arena, Belek Scheidsrechter: Bodur |
| 10 januari 2025 13.00 | Sahiti 11'   | Verslag       | 54' Tanase (pen) 73' Popescu (pen) | Stadion: Gloria Sports Arena, Belek Scheidsrechter: Bodur |
| 10 januari 2025 13.00 |              |               |                                    | Stadion: Gloria Sports Arena, Belek Scheidsrechter: Bodur |
| 10 januari 2025 13.00 |              |               |                                    | Stadion: Gloria Sports Arena, Belek Scheidsrechter: Bodur |
|                       |              |               |                                    |                                                           |

|                     |                                         |                |                        |                                                                            |
| 19 maart 2025 13.00 | Hamburger SV                            | 3 - 0 (1 - 0)  | 1. FC Phönix Lübeck () | Stadion: Trainingsveld bij Volksparkstadion, Hamburg Scheidsrechter: Bodur |
| 19 maart 2025 13.00 | Glatzel (pen) 16' Selke 53' Richter 71' | Verslag, Video |                        | Stadion: Trainingsveld bij Volksparkstadion, Hamburg Scheidsrechter: Bodur |
| 19 maart 2025 13.00 |                                         |                |                        | Stadion: Trainingsveld bij Volksparkstadion, Hamburg Scheidsrechter: Bodur |
| 19 maart 2025 13.00 |                                         |                |                        | Stadion: Trainingsveld bij Volksparkstadion, Hamburg Scheidsrechter: Bodur |
|                     |                                         |                |                        |                                                                            |

Bijzonderheden:
- De wedstrijd vond plaats tijdens een interlandperiode.

## DFB-Bokal

### 1e ronde
|                            |               |                |                                                                                  |                                                                           |
| zo. 18 augustus 2024 18.00 | SV Meppen     | 1 - 7 (0 - 2)  | Hamburger SV                                                                     | Stadion: Hänsch-Arena, Meppen Toeschouwers: 12.959 Scheidsrechter: Zwayer |
| zo. 18 augustus 2024 18.00 | Haritonov 78' | Verslag, Video | 17' Pherai 31' Muheim 56' Selke 59' Pherai 71' Baldé 80' Pünt (e.d.) 89' Glatzel | Stadion: Hänsch-Arena, Meppen Toeschouwers: 12.959 Scheidsrechter: Zwayer |
| zo. 18 augustus 2024 18.00 |               |                |                                                                                  | Stadion: Hänsch-Arena, Meppen Toeschouwers: 12.959 Scheidsrechter: Zwayer |
| zo. 18 augustus 2024 18.00 |               |                |                                                                                  | Stadion: Hänsch-Arena, Meppen Toeschouwers: 12.959 Scheidsrechter: Zwayer |
|                            |               |                |                                                                                  |                                                                           |

Bijzonderheden:
- Na een tijdens de voorbereiding opgelopen peesblessure maakte Robert Glatzel zijn rentree;
- Zowel Davie Selke als Fabio Baldé scoorden hun eerste officiële doelpunt voor Hamburger SV;
- Miro Muheim speelde zijn 100ste officiële wedstrijd voor Hamburger SV.

### 2e ronde
|                           |                            |                |              |                                                                                   |
| wo. 30 oktober 2024 18.00 | SC Freiburg                | 2 - 1 (2 - 0)  | Hamburger SV | Stadion: Europa-Park Stadion, Freiburg Toeschouwers: 34.700 Scheidsrechter: Brych |
| wo. 30 oktober 2024 18.00 | Ginter 17' Grifo 44' (pen) | Verslag, Video | 51' Meffert  | Stadion: Europa-Park Stadion, Freiburg Toeschouwers: 34.700 Scheidsrechter: Brych |
| wo. 30 oktober 2024 18.00 |                            |                |              | Stadion: Europa-Park Stadion, Freiburg Toeschouwers: 34.700 Scheidsrechter: Brych |
| wo. 30 oktober 2024 18.00 |                            |                |              | Stadion: Europa-Park Stadion, Freiburg Toeschouwers: 34.700 Scheidsrechter: Brych |
|                           |                            |                |              |                                                                                   |

Bijzonderheden:
- In plaats van eerste doelman Daniel Heuer Fernandes stond Matheo Raab onder de lat;
- Sebastian Schonlau speelde zijn 100ste officiële wedstrijd voor Hamburger SV.

## 2. Bundesliga

### Speelronde 1
|                           |            |                |                                    |                                                                               |
| vr. 2 augustus 2024 20.30 | 1. FC Köln | 1 - 2 (0 - 2)  | Hamburger SV                       | Stadion: RheinEnergieStadion, Köln Toeschouwers: 50.000 Scheidsrechter: Burda |
| vr. 2 augustus 2024 20.30 | Maina 78'  | Verslag, Video | 5' Königsdörffer 35' Königsdörffer | Stadion: RheinEnergieStadion, Köln Toeschouwers: 50.000 Scheidsrechter: Burda |
| vr. 2 augustus 2024 20.30 |            |                |                                    | Stadion: RheinEnergieStadion, Köln Toeschouwers: 50.000 Scheidsrechter: Burda |
| vr. 2 augustus 2024 20.30 |            |                |                                    | Stadion: RheinEnergieStadion, Köln Toeschouwers: 50.000 Scheidsrechter: Burda |
|                           |            |                |                                    |                                                                               |

Afwezig:
- Robert Glatzel (blessure, gescheurde pees in zijn heup) en Matheo Raab (longinfectie).

Bijzonderheden:
- Tijdens deze wedstrijd maakten Adam Karabec, Fabio Baldé, Davie Selke en Daniel Elfadli hun officiële debuut voor Hamburger SV
- Steffen Baumgart, de hoofdcoach van Hamburger SV, was het vorige seizoen nog werkzaam als trainer bij 1. FC Köln.

### Speelronde 2
|                            |              |                |                   |                                                                                |
| za. 10 augustus 2024 20.30 | Hamburger SV | 1 - 1 (1 - 0)  | Hertha BSC        | Stadion: Volksparkstadion, Hamburg Toeschouwers: 57.000 Scheidsrechter: Gerach |
| za. 10 augustus 2024 20.30 | Kenny 86'    | Verslag, Video | 11' Königsdörffer | Stadion: Volksparkstadion, Hamburg Toeschouwers: 57.000 Scheidsrechter: Gerach |
| za. 10 augustus 2024 20.30 |              |                |                   | Stadion: Volksparkstadion, Hamburg Toeschouwers: 57.000 Scheidsrechter: Gerach |
| za. 10 augustus 2024 20.30 |              |                |                   | Stadion: Volksparkstadion, Hamburg Toeschouwers: 57.000 Scheidsrechter: Gerach |
|                            |              |                |                   |                                                                                |

Afwezig:
- Robert Glatzel (blessure, gescheurde pees in zijn heup) en Matheo Raab (longinfectie).

Bijzonderheden:
- Tijdens deze wedstrijd maakte Silvan Hefti zijn officiële debuut voor Hamburger SV;
- Ransford Köningsdorffer scoorde tegen zijn oude club.

### Speelronde 3
|                            |                   |                |                   |                                                                       |
| vr. 23 augustus 2024 18.30 | Hannover 96       | 1 - 0 (0 - 0)  | Hamburger SV      | Stadion: HDI-Arena, Hannover Toeschouwers: 49.000 Scheidsrechter: Alt |
| vr. 23 augustus 2024 18.30 | Ngankam 49' (pen) | Verslag, Video | 28'+ 93' Schonlau | Stadion: HDI-Arena, Hannover Toeschouwers: 49.000 Scheidsrechter: Alt |
| vr. 23 augustus 2024 18.30 |                   |                |                   | Stadion: HDI-Arena, Hannover Toeschouwers: 49.000 Scheidsrechter: Alt |
| vr. 23 augustus 2024 18.30 |                   |                |                   | Stadion: HDI-Arena, Hannover Toeschouwers: 49.000 Scheidsrechter: Alt |
|                            |                   |                |                   |                                                                       |

Afwezig:
- Matheo Raab (longinfectie) en Bakery Jatta (geblesseerd, enkel)

### Speelronde 4
|                            |                                                |                |                 |                                                                                 |
| za. 31 augustus 2024 13.00 | Hamburger SV                                   | 4 - 1 (3 - 0)  | Preußen Münster | Stadion: Volksparkstadion, Hamburg Toeschouwers: 55.000 Scheidsrechter: Siebert |
| za. 31 augustus 2024 13.00 | Glatzel 6' Elfadli 26' Glatzel 45+1' Heyer 64' | Verslag, Video | 58' Paetow      | Stadion: Volksparkstadion, Hamburg Toeschouwers: 55.000 Scheidsrechter: Siebert |
| za. 31 augustus 2024 13.00 |                                                |                |                 | Stadion: Volksparkstadion, Hamburg Toeschouwers: 55.000 Scheidsrechter: Siebert |
| za. 31 augustus 2024 13.00 |                                                |                |                 | Stadion: Volksparkstadion, Hamburg Toeschouwers: 55.000 Scheidsrechter: Siebert |
|                            |                                                |                |                 |                                                                                 |

Afwezig:
- Matheo Raab (longinfectie), Bakery Jatta (geblesseerd, enkel) en Sebastian Schonlau (schorsing, rode kaart)

Bijzonderheden:
- Tijdens deze wedstrijd maakte Marco Richter zijn officiële debuut;
- Daniel Elfadli tekende voor zijn eerste officiële doelpunt;
- Scheidsrechter Daniel Siebert deelde in deze wedstrijd geen gele of rode kaarten uit.

### Speelronde 5
|                             |                                                              |                |                 |                                                                               |
| zo. 15 september 2024 13.30 | Hamburger SV                                                 | 5 - 0 (2 - 0)  | Jahn Regensburg | Stadion: Volksparkstadion, Hamburg Toeschouwers: 53.779 Scheidsrechter: Braun |
| zo. 15 september 2024 13.30 | Königsdörffer 1' Glatzel 14' Dompé 76' Selke 89' Dompé 90+3' | Verslag, Video |                 | Stadion: Volksparkstadion, Hamburg Toeschouwers: 53.779 Scheidsrechter: Braun |
| zo. 15 september 2024 13.30 |                                                              |                |                 | Stadion: Volksparkstadion, Hamburg Toeschouwers: 53.779 Scheidsrechter: Braun |
| zo. 15 september 2024 13.30 |                                                              |                |                 | Stadion: Volksparkstadion, Hamburg Toeschouwers: 53.779 Scheidsrechter: Braun |
|                             |                                                              |                |                 |                                                                               |

Afwezig:
- Bakery Jatta (geblesseerd, enkel).

Bijzonderheden:
- Na een langdurige afwezigheid vanwege een longinfectie keerde doelman Matheo Raab terug in de wedstrijdselectie;
- Tijdens deze wedstrijd maakte Emir Sahiti zijn officiële debuut voor Hamburger SV;
- Het doelpunt van Ransford Königsdörffer na 43 seconden was het snelste competitiedoelpunt van Hamburger SV sinds mei 1998;
- Davie Selke maakte zijn eerste competitiedoelpunt in dienst van Hamburger SV.

### Speelronde 6
|                             |                      |                |                         |                                                                                          |
| za. 21 september 2024 20.30 | 1. FC Kaiserslautern | 0 - 0 (0 - 0)  | Hamburger SV            | Stadion: Fritz-Walter-Stadion, Kaiserslautern Toeschouwers: 49.327 Scheidsrechter: Exner |
| za. 21 september 2024 20.30 | Ache 32' Tachie 50'  | Verslag, Video | 58' Glatzel 90+5' Selke | Stadion: Fritz-Walter-Stadion, Kaiserslautern Toeschouwers: 49.327 Scheidsrechter: Exner |
| za. 21 september 2024 20.30 |                      |                |                         | Stadion: Fritz-Walter-Stadion, Kaiserslautern Toeschouwers: 49.327 Scheidsrechter: Exner |
| za. 21 september 2024 20.30 |                      |                |                         | Stadion: Fritz-Walter-Stadion, Kaiserslautern Toeschouwers: 49.327 Scheidsrechter: Exner |
|                             |                      |                |                         |                                                                                          |

Afwezig:
- Bakery Jatta (geblesseerd, enkel).

Bijzonderheden:
- Matheo Raab maakte zijn comeback na een langdurige afwezigheid door een virusinfectie. Hij verving eerste doelman Daniel Heuer Fernandes, die tijdens de warming-up geblesseerd afhaakte.

### Speelronde 7
|                             |                       |                |                         |                                                                                    |
| za. 28 september 2024 13.00 | Hamburger SV          | 2 - 2 (0 - 0)  | SC Paderborn 07         | Stadion: Volksparkstadion, Hamburg Toeschouwers: 57.000 Scheidsrechter: Badstübner |
| za. 28 september 2024 13.00 | Glatzel 32' Selke 67' | Verslag, Video | 46' Bilbija 60' Bilbija | Stadion: Volksparkstadion, Hamburg Toeschouwers: 57.000 Scheidsrechter: Badstübner |
| za. 28 september 2024 13.00 |                       |                |                         | Stadion: Volksparkstadion, Hamburg Toeschouwers: 57.000 Scheidsrechter: Badstübner |
| za. 28 september 2024 13.00 |                       |                |                         | Stadion: Volksparkstadion, Hamburg Toeschouwers: 57.000 Scheidsrechter: Badstübner |
|                             |                       |                |                         |                                                                                    |

Afwezig:
- Bakery Jatta (geblesseerd, enkel) en Daniel Heuer Fernandes (geblesseerd, lies)

Bijzonderheden:
- Filip Bilbija, tweevoudig doelpuntenmaker namens SC Paderborn 07 in deze wedstrijd, speelde in het seizoen 2022/23 voor Hamburger SV.

### Speelronde 8
|                          |                    |                |                                        |                                                                                       |
| zo. 6 oktober 2024 13.00 | Fortuna Düsseldorf | 0 - 3 (0 - 1)  | Hamburger SV                           | Stadion: Merkur Spiel-Arena, Düsseldorf Toeschouwers: 51.500 Scheidsrechter: Petersen |
| zo. 6 oktober 2024 13.00 | 53' Haag           | Verslag, Video | 8' Dompé 83' Glatzel (pen) 90' Glatzel | Stadion: Merkur Spiel-Arena, Düsseldorf Toeschouwers: 51.500 Scheidsrechter: Petersen |
| zo. 6 oktober 2024 13.00 |                    |                |                                        | Stadion: Merkur Spiel-Arena, Düsseldorf Toeschouwers: 51.500 Scheidsrechter: Petersen |
| zo. 6 oktober 2024 13.00 |                    |                |                                        | Stadion: Merkur Spiel-Arena, Düsseldorf Toeschouwers: 51.500 Scheidsrechter: Petersen |
|                          |                    |                |                                        |                                                                                       |

Afwezig:
- Bakery Jatta (geblesseerd, enkel) en Daniel Heuer Fernandes (geblesseerd, lies)

Bijzonderheden:
- De overwinning van Hamburger SV betekende voor Fortuna Düsseldorf een einde aan een serie van 21 wedstrijden zonder nederlaag.

### Speelronde 9
|                           |                                                          |                |                 |                                                                                   |
| zo. 20 oktober 2024 13.30 | Hamburger SV                                             | 3 - 0 (3 - 1)  | 1. FC Magdeburg | Stadion: Volksparkstadion, Hamburg Toeschouwers: 57.000 Scheidsrechter: Jablonski |
| zo. 20 oktober 2024 13.30 | Königsdörffer 5' Katterbach 42' Selke 45+1' 57' Schonlau | Verslag, Video | 63' Kaars (pen) | Stadion: Volksparkstadion, Hamburg Toeschouwers: 57.000 Scheidsrechter: Jablonski |
| zo. 20 oktober 2024 13.30 |                                                          |                |                 | Stadion: Volksparkstadion, Hamburg Toeschouwers: 57.000 Scheidsrechter: Jablonski |
| zo. 20 oktober 2024 13.30 |                                                          |                |                 | Stadion: Volksparkstadion, Hamburg Toeschouwers: 57.000 Scheidsrechter: Jablonski |
|                           |                                                          |                |                 |                                                                                   |

Afwezig:
- Robert Glatzel (geblesseerd, pees)

Bijzonderheden:
- Bakery Jatta keerde bij de wedstrijdselectie en maakte na een paar weken blessureleed in de 76e minuut zijn comeback. Dit gold eveneens voor Daniel Heuer Fernandes, die na twee wedstrijden terugkeerde onder de lat;
- Tijdens deze wedstrijd maakte Lucas Perrin zijn debuut voor Hamburger SV;
- De overwinning van Hamburger SV betekende de eerste nederlaag in dit seizoen voor 1. FC Magdeburg;
- De trainer van 1. FC Magdeburg Christian Titz was in 2018 hoofdcoach van Hamburger SV.

### Speelronde 10
|                           |                                                           |               |                                | |
| za. 26 oktober 2024 13.00 | SV Elversberg                                             | 4 - 2 (1 - 1) | Hamburger SV                   | Stadion: Ursapharm-Arena an der Kaiserlinde, Spiesen-Elversberg Toeschouwers: 9.502 Scheidsrechter: Kampa |
| za. 26 oktober 2024 13.00 | Asllani 41' Asllani 53' Schnellbacher 63' Fellhauer 90+6' | Verslag Video | 6' Selke 83' Selke 57' Meffert | Stadion: Ursapharm-Arena an der Kaiserlinde, Spiesen-Elversberg Toeschouwers: 9.502 Scheidsrechter: Kampa |
| za. 26 oktober 2024 13.00 |                                                           |               |                                | Stadion: Ursapharm-Arena an der Kaiserlinde, Spiesen-Elversberg Toeschouwers: 9.502 Scheidsrechter: Kampa |
| za. 26 oktober 2024 13.00 |                                                           |               |                                | Stadion: Ursapharm-Arena an der Kaiserlinde, Spiesen-Elversberg Toeschouwers: 9.502 Scheidsrechter: Kampa |
|                           |                                                           |               |                                | |

Afwezig:
- Sebastian Schonlau (schorsing, 2e rode kaart) en Robert Glatzel (geblesseerd, pees)

Bijzonderheden:
- Het verlies voor Hamburger SV betekende het einde van een ongeslagen reeks van zes wedstrijden;
- Door de schorsing van Schonlau droeg Ludovit Reis voor het eerst dit seizoen de aanvoerdersband;
- Assistent-trainer Merlin Polzin werd naar de tribune gestuurd na het ontvangen van twee gele kaarten.

### Speelronde 11
|                           |              |                |                |                                                                               |
| zo. 3 november 2024 13.30 | Hamburger SV | 1 - 1 (1 - 0)  | 1. FC Nürnberg | Stadion: Volksparkstadion, Hamburg Toeschouwers: 57.000 Scheidsrechter: Bauer |
| zo. 3 november 2024 13.30 | Elfadli 15'  | Verslag ,Video | 63' Emreli     | Stadion: Volksparkstadion, Hamburg Toeschouwers: 57.000 Scheidsrechter: Bauer |
| zo. 3 november 2024 13.30 |              |                |                | Stadion: Volksparkstadion, Hamburg Toeschouwers: 57.000 Scheidsrechter: Bauer |
| zo. 3 november 2024 13.30 |              |                |                | Stadion: Volksparkstadion, Hamburg Toeschouwers: 57.000 Scheidsrechter: Bauer |
|                           |              |                |                |                                                                               |

Afwezig:
- Sebastian Schonlau (schorsing, 2e rode kaart), Jonas Meffert (schorsing, rode kaart) en Robert Glatzel (geblesseerd, pees)

Bijzonderheden:
- Jeugdspeler Otto Stange maakte voor het eerst onderdeel uit van de wedstrijdselectie, maar kwam niet in actie.

### Speelronde 12
|                           |                                                  |                |              |                                                                                       |
| vr. 8 november 2024 18.30 | Eintracht Braunschweig                           | 3 - 1 (1 - 0)  | Hamburger SV | Stadion: Eintracht-Stadion, Braunschweig Toeschouwers: 22.418 Scheidsrechter: Siebert |
| vr. 8 november 2024 18.30 | Philippe 35' Di Michele Sanchez 49' Philippe 65' | Verslag, Video | 73' Poręba   | Stadion: Eintracht-Stadion, Braunschweig Toeschouwers: 22.418 Scheidsrechter: Siebert |
| vr. 8 november 2024 18.30 |                                                  |                |              | Stadion: Eintracht-Stadion, Braunschweig Toeschouwers: 22.418 Scheidsrechter: Siebert |
| vr. 8 november 2024 18.30 |                                                  |                |              | Stadion: Eintracht-Stadion, Braunschweig Toeschouwers: 22.418 Scheidsrechter: Siebert |
|                           |                                                  |                |              |                                                                                       |

Afwezig:
- Robert Glatzel (geblesseerd, pees) en Ludovit Reis (geblesseerd, bovenbeen)

Bijzonderheden:
- Otto Stange maakt op 17-jarige leeftijd zijn officiële debuut.

### Speelronde 13
|                            |                               |                |                        |                                                                                    |
| za. 23 november 2024 13.30 | Hamburger SV                  | 2 - 2 (2 - 0)  | Schalke 04             | Stadion: Volksparkstadion, Hamburg Toeschouwers: 57.000 Scheidsrechter: Haslberger |
| za. 23 november 2024 13.30 | Richter 29' Königsdörffer 30' | Verslag, Video | 57' Younes 74' Karaman | Stadion: Volksparkstadion, Hamburg Toeschouwers: 57.000 Scheidsrechter: Haslberger |
| za. 23 november 2024 13.30 |                               |                |                        | Stadion: Volksparkstadion, Hamburg Toeschouwers: 57.000 Scheidsrechter: Haslberger |
| za. 23 november 2024 13.30 |                               |                |                        | Stadion: Volksparkstadion, Hamburg Toeschouwers: 57.000 Scheidsrechter: Haslberger |
|                            |                               |                |                        |                                                                                    |

Afwezig:
- Robert Glatzel (geblesseerd, pees) en Ludovit Reis (geblesseerd, bovenbeen)

Bijzonderheden:
- Marco Richter maakte zijn eerste officiële doelpunt in dienst van Hamburger SV;
- Een dag na de wedstrijd werd trainer Steffen Baumgart wegens tegenvallende resultaten ontslagen.

### Speelronde 14
|                           |                 |               |                               |                                                                                    |
| zo. 1 december 2024 13.30 | Karlsruher SC   | 1 - 3 (1 - 1) | Hamburger SV                  | Stadion: Wildparkstadion, Karlsruhe Toeschouwers: 31.805 Scheidsrechter: Stegemann |
| zo. 1 december 2024 13.30 | Schleusener 35' | Verslag Video | 23' Dompé 55' Dompé 87' Selke | Stadion: Wildparkstadion, Karlsruhe Toeschouwers: 31.805 Scheidsrechter: Stegemann |
| zo. 1 december 2024 13.30 |                 |               |                               | Stadion: Wildparkstadion, Karlsruhe Toeschouwers: 31.805 Scheidsrechter: Stegemann |
| zo. 1 december 2024 13.30 |                 |               |                               | Stadion: Wildparkstadion, Karlsruhe Toeschouwers: 31.805 Scheidsrechter: Stegemann |
|                           |                 |               |                               |                                                                                    |

Afwezig:
- Robert Glatzel (geblesseerd, pees), Jonas Meffert (geblesseerd, linkerarm) en Ludovit Reis (geblesseerd, bovenbeen)

Bijzonderheden:
- Merlin Polzin zat na het ontslag van Steffen Baumgart als interim-coach op de bank.

### Speelronde 15
|                           |                               |                |                          |                                                                                  |
| zo. 8 december 2024 13.30 | Hamburger SV                  | 2 - 2 (2 - 1)  | Darmstadt 98             | Stadion: Volksparkstadion, Hamburg Toeschouwers: 51.616 Scheidsrechter: Weisbach |
| zo. 8 december 2024 13.30 | Königsdörffer 10' Karabec 45' | Verslag, Video | 33' Vukotić 63' Corredor | Stadion: Volksparkstadion, Hamburg Toeschouwers: 51.616 Scheidsrechter: Weisbach |
| zo. 8 december 2024 13.30 |                               |                |                          | Stadion: Volksparkstadion, Hamburg Toeschouwers: 51.616 Scheidsrechter: Weisbach |
| zo. 8 december 2024 13.30 |                               |                |                          | Stadion: Volksparkstadion, Hamburg Toeschouwers: 51.616 Scheidsrechter: Weisbach |
|                           |                               |                |                          |                                                                                  |

Afwezig:
- Robert Glatzel (geblesseerd, pees), Jonas Meffert (geblesseerd, linkerarm) en Ludovit Reis (geblesseerd, bovenbeen)

Bijzonderheden:
- Adam Karabec scoorde zijn eerste officiële doelpunt in het shirt van Hamburger SV.

### Speelronde 16
|                            |              |                |                            |                                                                     |
| za. 14 december 2024 13.00 | SSV Ulm 1846 | 1 - 1 (1 - 0)  | Hamburger SV               | Stadion: Donaustadion, Ulm Toeschouwers: 17.400 Scheidsrechter: Alt |
| za. 14 december 2024 13.00 | Keller 34'   | Verslag, Video | 49' Selke 41'+ 68' Elfadli | Stadion: Donaustadion, Ulm Toeschouwers: 17.400 Scheidsrechter: Alt |
| za. 14 december 2024 13.00 |              |                |                            | Stadion: Donaustadion, Ulm Toeschouwers: 17.400 Scheidsrechter: Alt |
| za. 14 december 2024 13.00 |              |                |                            | Stadion: Donaustadion, Ulm Toeschouwers: 17.400 Scheidsrechter: Alt |
|                            |              |                |                            |                                                                     |

Afwezig:
- Robert Glatzel (geblesseerd, pees), Jonas Meffert (geblesseerd, linkerarm), Matheo Raab (geblesseerd, gebroken hand) en Ludovit Reis (geblesseerd, bovenbeen)

Bijzonderheden:
- Vanwege een blessure bij tweede doelman Matheo Raab en ziekte van derde doelman Tom Mickel, nam de 19-jarige vierde doelman Hannes Hermann voor het eerst plaats op de reservebank tijdens een officiële wedstrijd.

### Speelronde 17
|                            |                                                            |                |                |                                                                                |
| za. 21 december 2024 13.00 | Hamburger SV                                               | 5 - 0 (3 - 0)  | Greuther Fürth | Stadion: Volksparkstadion, Hamburg Toeschouwers: 54.786 Scheidsrechter: Gerach |
| za. 21 december 2024 13.00 | Hadžikadunić 1' Selke 11' Karabec 13' Selke 59' Stange 76' | Verslag ,Video |                | Stadion: Volksparkstadion, Hamburg Toeschouwers: 54.786 Scheidsrechter: Gerach |
| za. 21 december 2024 13.00 |                                                            |                |                | Stadion: Volksparkstadion, Hamburg Toeschouwers: 54.786 Scheidsrechter: Gerach |
| za. 21 december 2024 13.00 |                                                            |                |                | Stadion: Volksparkstadion, Hamburg Toeschouwers: 54.786 Scheidsrechter: Gerach |
|                            |                                                            |                |                |                                                                                |

Afwezig:
- Robert Glatzel (geblesseerd, pees), Matheo Raab (geblesseerd, gebroken hand), Ludovit Reis (geblesseerd, bovenbeen) en Elfadli (schorsing, rode kaart)

Bijzonderheden:
- Otto Stange maakte zijn eerste officiële doelpunt bij het eerste elftal.

### Speelronde 18
|                           |                   |                |            |                                                                                 |
| za. 18 januari 2025 20.30 | Hamburger SV      | 1 - 0 (0 - 0)  | 1. FC Köln | Stadion: Volksparkstadion, Hamburg Toeschouwers: 57.000 Scheidsrechter: Dingert |
| za. 18 januari 2025 20.30 | Königsdörffer 78' | Verslag, Video |            | Stadion: Volksparkstadion, Hamburg Toeschouwers: 57.000 Scheidsrechter: Dingert |
| za. 18 januari 2025 20.30 |                   |                |            | Stadion: Volksparkstadion, Hamburg Toeschouwers: 57.000 Scheidsrechter: Dingert |
| za. 18 januari 2025 20.30 |                   |                |            | Stadion: Volksparkstadion, Hamburg Toeschouwers: 57.000 Scheidsrechter: Dingert |
|                           |                   |                |            |                                                                                 |

Afwezig:
- Robert Glatzel (geblesseerd, pees), Matheo Raab (geblesseerd, gebroken hand) en Ludovit Reis (geblesseerd, bovenbeen)

Bijzonderheden:
- Merlin Polzin zat voor het eerst op de bank als definitief aangestelde hoofdcoach;
- De wedstrijd begon met een vertraging van 15 minuten door verkeersdrukte en werd kort na de aftrap opnieuw onderbroken vanwege rookontwikkeling door vuurwerk;
- In de 78e minuut miste Ransford Königsdörffer een strafschop, maar scoorde direct daarna uit de rebound.

### Speelronde 19
|                           |                          |                |                                        |                                                                           |
| za. 25 januari 2025 20.30 | Hertha BSC               | 2 - 3 (0 - 1)  | Hamburger SV                           | Stadion: Olympiastadion, Berlin Toeschouwers: 71.500 Scheidsrechter: Welz |
| za. 25 januari 2025 20.30 | Cuisance 72' Winkler 80' | Verslag, Video | 23' Selke 61' Königsdörffer 84' Sahiti | Stadion: Olympiastadion, Berlin Toeschouwers: 71.500 Scheidsrechter: Welz |
| za. 25 januari 2025 20.30 |                          |                |                                        | Stadion: Olympiastadion, Berlin Toeschouwers: 71.500 Scheidsrechter: Welz |
| za. 25 januari 2025 20.30 |                          |                |                                        | Stadion: Olympiastadion, Berlin Toeschouwers: 71.500 Scheidsrechter: Welz |
|                           |                          |                |                                        |                                                                           |

Afwezig:
- Robert Glatzel (geblesseerd, pees), Matheo Raab (geblesseerd, gebroken hand), Immanuel Pherai (geblesseerd, spier) en Bakery Jatta (geblesseerd, linkerenkel)

Bijzonderheden:
- Met bijna 72.000 toeschouwers in het Olympiastadion betekende deze wedstrijd het hoogste aantal bezoekers ooit bij een duel van Hamburger SV in de 2. Bundesliga;
- Ludovit Reis maakte na 78 dagen zijn comeback. Hij speelde vier minuten;
- Zowel Davie Selke als Ransford Königsdörffer scoorden tegen hun voormalige werkgever;
- Selke moest de wedstrijd voortijdig verlaten na een harde botsing met Toni Leistner, waarbij hij een zware hoofdblessure opliep.

### Speelronde 20
|                           |                     |                |                          |                                                                                |
| zo. 2 februari 2025 13.30 | Hamburger SV        | 2 - 2 (1 - 0)  | Hannover 96              | Stadion: Volksparkstadion, Hamburg Toeschouwers: 57.000 Scheidsrechter: Bacher |
| zo. 2 februari 2025 13.30 | Hefti 15' Dompé 84' | Verslag, Video | 52' Tresoldi 79' Matondo | Stadion: Volksparkstadion, Hamburg Toeschouwers: 57.000 Scheidsrechter: Bacher |
| zo. 2 februari 2025 13.30 |                     |                |                          | Stadion: Volksparkstadion, Hamburg Toeschouwers: 57.000 Scheidsrechter: Bacher |
| zo. 2 februari 2025 13.30 |                     |                |                          | Stadion: Volksparkstadion, Hamburg Toeschouwers: 57.000 Scheidsrechter: Bacher |
|                           |                     |                |                          |                                                                                |

Afwezig:
- Robert Glatzel (geblesseerd, pees), Matheo Raab (geblesseerd, gebroken hand), Immanuel Pherai (geblesseerd, spier), Davie Selke (geblesseerd, gebroken jukbeen), Bakery Jatta (geblesseerd, linkerenkel) en Miro Muheim (schorsing, vijfde gele kaart).

Bijzonderheden:
- Winteraankoop Adedire Mebude maakte zijn officiële debuut voor Hamburger SV;
- Silvan Hefti scoorde zijn eerste officiële doelpunt in dienst van Hamburger SV.

### Speelronde 21
|                           |                 |                |                               |                                                                                  |
| vr. 7 februari 2025 18.30 | Preußen Münster | 1 - 2 (1 - 1)  | Hamburger SV                  | Stadion: Preußenstadion, Münster Toeschouwers: 12.422 Scheidsrechter: Haslberger |
| vr. 7 februari 2025 18.30 | Frenkert 24'    | Verslag, Video | 45+3' Selke 90+4' Selke (pen) | Stadion: Preußenstadion, Münster Toeschouwers: 12.422 Scheidsrechter: Haslberger |
| vr. 7 februari 2025 18.30 |                 |                |                               | Stadion: Preußenstadion, Münster Toeschouwers: 12.422 Scheidsrechter: Haslberger |
| vr. 7 februari 2025 18.30 |                 |                |                               | Stadion: Preußenstadion, Münster Toeschouwers: 12.422 Scheidsrechter: Haslberger |
|                           |                 |                |                               |                                                                                  |

Afwezig:
- Robert Glatzel (geblesseerd, pees), Matheo Raab (geblesseerd, gebroken hand), Immanuel Pherai (geblesseerd, spier), Bakery Jatta (geblesseerd, linkerenkel) en Daniel Elfadli (schorsing, vijfde gele kaart).

Bijzonderheden:
- De 19-jarige jeugdspeler Joël Agyekum maakte zijn officiële debuut voor Hamburger SV;
- Wegens een breuk van zijn jukbeen speelde Davie Selke met een beschermende masker.

### Speelronde 22
|                            |                 |                |                                 |                                                                                        |
| zo. 16 februari 2025 13.30 | Jahn Regensburg | 1 - 1 (1 - 0)  | Hamburger SV                    | Stadion: Jahnstadion Regensburg, Regensburg Toeschouwers: 15.210 Scheidsrechter: Erbst |
| zo. 16 februari 2025 13.30 | Adamyan 6'      | Verslag, Video | 83' Selke (pen) 74'+ 76' Sahiti | Stadion: Jahnstadion Regensburg, Regensburg Toeschouwers: 15.210 Scheidsrechter: Erbst |
| zo. 16 februari 2025 13.30 |                 |                |                                 | Stadion: Jahnstadion Regensburg, Regensburg Toeschouwers: 15.210 Scheidsrechter: Erbst |
| zo. 16 februari 2025 13.30 |                 |                |                                 | Stadion: Jahnstadion Regensburg, Regensburg Toeschouwers: 15.210 Scheidsrechter: Erbst |
|                            |                 |                |                                 |                                                                                        |

Afwezig:
- Robert Glatzel (geblesseerd, pees), Matheo Raab (geblesseerd, gebroken hand), Immanuel Pherai (geblesseerd, spier) en Bakery Jatta (geblesseerd, linkerenkel).

Bijzonderheden:
- Bij Jahn Regensburg stond Anssi Suhonen, die gehuurd werd van Hamburger SV, in de basis;
- In de 54e minuut van de wedstrijd miste Davie Selke een strafschop.

### Speelronde 23
|                            |                               |                |                      |                                                                                |
| vr. 21 februari 2025 18.30 | Hamburger SV                  | 3 - 0 (1 - 0)  | 1. FC Kaiserslautern | Stadion: Volksparkstadion, Hamburg Toeschouwers: 57.000 Scheidsrechter: Storks |
| vr. 21 februari 2025 18.30 | Selke 42' Selke 65' Baldé 65' | Verslag, Video |                      | Stadion: Volksparkstadion, Hamburg Toeschouwers: 57.000 Scheidsrechter: Storks |
| vr. 21 februari 2025 18.30 |                               |                |                      | Stadion: Volksparkstadion, Hamburg Toeschouwers: 57.000 Scheidsrechter: Storks |
| vr. 21 februari 2025 18.30 |                               |                |                      | Stadion: Volksparkstadion, Hamburg Toeschouwers: 57.000 Scheidsrechter: Storks |
|                            |                               |                |                      |                                                                                |

Afwezig:
- Robert Glatzel (geblesseerd, pees), Matheo Raab (geblesseerd, gebroken hand), Immanuel Pherai (geblesseerd, spier), Bakery Jatta (geblesseerd, linkerenkel) en Emir Sahiti (schorsing, rode kaart). Daarnaast was trainer Merlin Polzin afwezig wegens ziekte.

Bijzonderheden:
- Winteraankoop Alexander Røssing-Lelesiit maakte zijn officiële debuut voor Hamburger SV;
- Fabio Baldé maakte zijn eerste officiële doelpunt in dienst van het eerste elftal van Hamburger SV.

### Speelronde 24
|                        |                          |                |              |                                                                                   |
| zo. 2 maart 2025 13.30 | SC Paderborn 07          | 2 - 0 (1 - 0)  | Hamburger SV | Stadion: Home Deluxe Arena, Paderborn Toeschouwers: 15.000 Scheidsrechter: Kampka |
| zo. 2 maart 2025 13.30 | Bilbija 15' Grimaldi 15' | Verslag, Video |              | Stadion: Home Deluxe Arena, Paderborn Toeschouwers: 15.000 Scheidsrechter: Kampka |
| zo. 2 maart 2025 13.30 |                          |                |              | Stadion: Home Deluxe Arena, Paderborn Toeschouwers: 15.000 Scheidsrechter: Kampka |
| zo. 2 maart 2025 13.30 |                          |                |              | Stadion: Home Deluxe Arena, Paderborn Toeschouwers: 15.000 Scheidsrechter: Kampka |
|                        |                          |                |              |                                                                                   |

Afwezig:
- Robert Glatzel (geblesseerd, pees), Matheo Raab (geblesseerd, gebroken hand), Immanuel Pherai (geblesseerd, spier) en Bakery Jatta (geblesseerd, linkerenkel).

Bijzonderheden:
- Filip Bilbija, die het eerste doelpunt voor Paderborn maakte, had in het seizoen 2022/23 bij Hamburger SV gespeeld. Dit was zijn vierde doelpunt tegen zijn voormalige club sinds zijn vertrek;
- Dit was het eerste verlies voor Hamburger SV sinds de aanstelling van Merlin Polzin. Onder zijn leiding was de club in de voorafgaande 10 wedstrijden ongeslagen.

### Speelronde 25
|                        |                                              |                |                    |                                                                               |
| za. 8 maart 2025 20.30 | Hamburger SV                                 | 4 - 1 (2 - 1)  | Fortuna Düsseldorf | Stadion: Volksparkstadion, Hamburg Toeschouwers: 57.000 Scheidsrechter: Exner |
| za. 8 maart 2025 20.30 | Muheim 7' Selke 39' Karabec 66' Stange 90+4' | Verslag, Video | 18' Kownacki       | Stadion: Volksparkstadion, Hamburg Toeschouwers: 57.000 Scheidsrechter: Exner |
| za. 8 maart 2025 20.30 |                                              |                |                    | Stadion: Volksparkstadion, Hamburg Toeschouwers: 57.000 Scheidsrechter: Exner |
| za. 8 maart 2025 20.30 |                                              |                |                    | Stadion: Volksparkstadion, Hamburg Toeschouwers: 57.000 Scheidsrechter: Exner |
|                        |                                              |                |                    |                                                                               |

Afwezig:
- Robert Glatzel (geblesseerd, pees), Matheo Raab (geblesseerd, gebroken hand), Immanuel Pherai (geblesseerd, spier) en Bakery Jatta (geblesseerd, linkerenkel).

Bijzonderheden:
- HSV-trainer Merlin Polzin was van 2017 tot 2020 assistent-trainer van Daniel Thioune bij VfL Osnabrück, de hoofdtrainer van Fortuna Düsseldorf.

### Speelronde 26
|                         |                 |                |                                                        |                                                                              |
| vr. 14 maart 2025 13.30 | 1. FC Magdeburg | 0 - 3 (0 - 2)  | Hamburger SV                                           | Stadion: Avnet Arena, Magdeburg Toeschouwers: 27.270 Scheidsrechter: Stieler |
| vr. 14 maart 2025 13.30 |                 | Verslag, Video | 9' Königsdörffer 15' Mathisen (e.d.) 53' Königsdörffer | Stadion: Avnet Arena, Magdeburg Toeschouwers: 27.270 Scheidsrechter: Stieler |
| vr. 14 maart 2025 13.30 |                 |                |                                                        | Stadion: Avnet Arena, Magdeburg Toeschouwers: 27.270 Scheidsrechter: Stieler |
| vr. 14 maart 2025 13.30 |                 |                |                                                        | Stadion: Avnet Arena, Magdeburg Toeschouwers: 27.270 Scheidsrechter: Stieler |
|                         |                 |                |                                                        |                                                                              |

Afwezig:
- Matheo Raab (geblesseerd, gebroken hand), Immanuel Pherai (geblesseerd, spier), Bakery Jatta (geblesseerd, linkerenkel) en Davie Selke (schorsing, 5e gele kaart).

Bijzonderheden:
- Magdeburg-trainer Christian Titz was in 2018 hoofdtrainer van Hamburger SV en stond in totaal 19 wedstrijden aan het roer;
- In de 88e minuut maakte Robert Glatzel zijn comeback na 159 dagen afwezigheid. Ook Immanuel Pherai keerde in deze wedstrijd terug, nadat hij sinds eind januari geblesseerd was geweest.

### Speelronde 27
|                         |              |               |               |                                                                                |
| vr. 28 maart 2025 18.30 | Hamburger SV | 0 - 0 (0 - 0) | SV Elversberg | Stadion: Volksparkstadion, Hamburg Toeschouwers: 56.328 Scheidsrechter: Prigan |
| vr. 28 maart 2025 18.30 | Verslag      |               |               | Stadion: Volksparkstadion, Hamburg Toeschouwers: 56.328 Scheidsrechter: Prigan |
| vr. 28 maart 2025 18.30 |              |               |               | Stadion: Volksparkstadion, Hamburg Toeschouwers: 56.328 Scheidsrechter: Prigan |
| vr. 28 maart 2025 18.30 |              |               |               | Stadion: Volksparkstadion, Hamburg Toeschouwers: 56.328 Scheidsrechter: Prigan |
|                         |              |               |               |                                                                                |

Afwezig:
- Matheo Raab (geblesseerd, gebroken hand) en Bakery Jatta (geblesseerd, linkerenkel).

Bijzonderheden:
- Dit was de eerste wedstrijd in dit seizoen waarin geen doelpunten vielen.

### Speelronde 28
|                        |                |                |                                |                                                                                    |
| za. 5 april 2025 13.00 | 1. FC Nürnberg | 0 - 3 (0 - 2)  | Hamburger SV                   | Stadion: Max-Morlock-Stadion, Nürnberg Toeschouwers: 47.300 Scheidsrechter: Gerach |
| za. 5 april 2025 13.00 | Antiste 57'    | Verslag, Video | 8' Dompé 37' Dompé 53' Glatzel | Stadion: Max-Morlock-Stadion, Nürnberg Toeschouwers: 47.300 Scheidsrechter: Gerach |
| za. 5 april 2025 13.00 |                |                |                                | Stadion: Max-Morlock-Stadion, Nürnberg Toeschouwers: 47.300 Scheidsrechter: Gerach |
| za. 5 april 2025 13.00 |                |                |                                | Stadion: Max-Morlock-Stadion, Nürnberg Toeschouwers: 47.300 Scheidsrechter: Gerach |
|                        |                |                |                                |                                                                                    |

Afwezig:
- Matheo Raab (geblesseerd, gebroken hand), Bakery Jatta (geblesseerd, linkerenkel), Dennis Hadžikadunić (geblesseerd, ontwrichte schouder), Jonas Meffert (geblesseerd, gebroken neus) en Davie Selke (geblesseerd, rugklachten).

Bijzonderheden:
- Nürnberg-speler Janis Antiste ontving in eerste instantie een gele kaart, maar na ingrijpen van de VAR werd deze omgezet in een rode kaart.

### Speelronde 29
|                         |                       |                |                                                      |                                                                               |
| vr. 11 april 2025 18.30 | Hamburger SV          | 2 - 4 (0 - 2)  | Eintracht Braunschweig                               | Stadion: Volksparkstadion, Hamburg Toeschouwers: 57.000 Scheidsrechter: Brych |
| vr. 11 april 2025 18.30 | Selke 74' Selke 90+5' | Verslag, Video | 40' Bell Bell 41' Hefti (e.d.) 84' Baas 85' Philippe | Stadion: Volksparkstadion, Hamburg Toeschouwers: 57.000 Scheidsrechter: Brych |
| vr. 11 april 2025 18.30 |                       |                |                                                      | Stadion: Volksparkstadion, Hamburg Toeschouwers: 57.000 Scheidsrechter: Brych |
| vr. 11 april 2025 18.30 |                       |                |                                                      | Stadion: Volksparkstadion, Hamburg Toeschouwers: 57.000 Scheidsrechter: Brych |
|                         |                       |                |                                                      |                                                                               |

Afwezig:
- Matheo Raab (geblesseerd, gebroken hand), Bakery Jatta (geblesseerd, linkerenkel), Miro Muheim (geblesseerd, kuitspier) en Ludovit Reis (schorsing, vijfde gele kaart).

Bijzonderheden:
- De nederlaag betekende het eerste verlies in het Volksparkstadion sinds zestien wedstrijden.

### Speelronde 30
|                         |                             |                |                       |                                                                                   |
| za. 19 april 2025 20.30 | FC Schalke 04               | 2 - 2 (1 - 2)  | Hamburger SV          | Stadion: Veltins-Arena, Gelsenkirchen Toeschouwers: 62.077 Scheidsrechter: Osmers |
| za. 19 april 2025 20.30 | Schallenberg 15' Karaman 3' | Verslag, Video | 41' Sahiti 43' Sahiti | Stadion: Veltins-Arena, Gelsenkirchen Toeschouwers: 62.077 Scheidsrechter: Osmers |
| za. 19 april 2025 20.30 |                             |                |                       | Stadion: Veltins-Arena, Gelsenkirchen Toeschouwers: 62.077 Scheidsrechter: Osmers |
| za. 19 april 2025 20.30 |                             |                |                       | Stadion: Veltins-Arena, Gelsenkirchen Toeschouwers: 62.077 Scheidsrechter: Osmers |
|                         |                             |                |                       |                                                                                   |

Afwezig:
- Matheo Raab (geblesseerd, gebroken hand), Bakery Jatta (geblesseerd, linkerenkel) en Miro Muheim (geblesseerd, kuitspier)

Bijzonderheden:
- De rode kaart voor Karaman was de op twee na snelste ooit gegeven in de geschiedenis van de 2. Bundesliga;
- De wedstrijd werd gedurende vijf minuten stilgelegd vanwege vuurwerk dat werd afgestoken door supporters van Hamburger SV.

### Speelronde 31
|                         |                 |                |                           |                                                                                 |
| zo. 27 april 2025 13.30 | Hamburger SV    | 1 - 2 (1 - 2)  | Karlsruher SC             | Stadion: Volksparkstadion, Hamburg Toeschouwers: 57.000 Scheidsrechter: Lechner |
| zo. 27 april 2025 13.30 | Selke 42' (pen) | Verslag, Video | 30' Farhat 45+3' Wanitzek | Stadion: Volksparkstadion, Hamburg Toeschouwers: 57.000 Scheidsrechter: Lechner |
| zo. 27 april 2025 13.30 |                 |                |                           | Stadion: Volksparkstadion, Hamburg Toeschouwers: 57.000 Scheidsrechter: Lechner |
| zo. 27 april 2025 13.30 |                 |                |                           | Stadion: Volksparkstadion, Hamburg Toeschouwers: 57.000 Scheidsrechter: Lechner |
|                         |                 |                |                           |                                                                                 |

Afwezig:
- Bakery Jatta (geblesseerd, linkerenkel) en Miro Muheim (geblesseerd, kuitspier).

Bijzonderheden:
- Matheo Raab maakte zijn terugkeer in de wedstrijdselectie voor het eerst sinds hij op 9 december tijdens de training zijn hand had gebroken.

### Speelronde 32
|                      |                 |                |                                                    |                                                                                       |
| za. 3 mei 2025 13.00 | SV Darmstadt 98 | 0 - 4 (0 - 1)  | Hamburger SV                                       | Stadion: Stadion am Böllenfalltor, Darmstadt Toeschouwers: 17.810 Scheidsrechter: Alt |
| za. 3 mei 2025 13.00 |                 | Verslag, Video | 23' Reis 58' Königsdörffer 80' Selke 90+5' Glatzel | Stadion: Stadion am Böllenfalltor, Darmstadt Toeschouwers: 17.810 Scheidsrechter: Alt |
| za. 3 mei 2025 13.00 |                 |                |                                                    | Stadion: Stadion am Böllenfalltor, Darmstadt Toeschouwers: 17.810 Scheidsrechter: Alt |
| za. 3 mei 2025 13.00 |                 |                |                                                    | Stadion: Stadion am Böllenfalltor, Darmstadt Toeschouwers: 17.810 Scheidsrechter: Alt |
|                      |                 |                |                                                    |                                                                                       |

Afwezig:
- Bakery Jatta (geblesseerd, linkerenkel)

Bijzonderheden:
- Na een afwezigheid van drie weken vanwege een spierblessure maakte Miro Muheim zijn rentree.

### Speelronde 33
|                       |                                                                                        |                |              |                                                                               |
| za. 10 mei 2025 13.30 | Hamburger SV                                                                           | 6 - 1 (3 - 1)  | SSV Ulm 1846 | Stadion: Volksparkstadion, Hamburg Toeschouwers: 57.000 Scheidsrechter: Burda |
| za. 10 mei 2025 13.30 | Reis 10' Königsdörffer 42' Selke 45+4' Strompf 48'(e.d.) Königsdörffer 62' Elfadli 86' | Verslag, Video | 7' Gaal      | Stadion: Volksparkstadion, Hamburg Toeschouwers: 57.000 Scheidsrechter: Burda |
| za. 10 mei 2025 13.30 |                                                                                        |                |              | Stadion: Volksparkstadion, Hamburg Toeschouwers: 57.000 Scheidsrechter: Burda |
| za. 10 mei 2025 13.30 |                                                                                        |                |              | Stadion: Volksparkstadion, Hamburg Toeschouwers: 57.000 Scheidsrechter: Burda |
|                       |                                                                                        |                |              |                                                                               |

Afwezig:
- Bakery Jatta (geblesseerd, linkerenkel), Dennis Hadžikadunić (geblesseerd, rechter knie en enkel) en Sebastian Schonlau (geschorst, vijfde gele kaart).

Bijzonderheden:
- In de 36e minuut stopte Daniel Heuer Fernandes een strafschop van Semir Telalović;
- Door de overwinning was Hamburger SV niet meer in te halen door de nummer drie en verzekerde de club zich van promotie naar de Bundesliga;
- Ransford Köningsdorffer speelde zijn 100ste wedstrijd voor Hamburger SV.

### Speelronde 34
|                       |                                     |                |                             |                                                                                |
| zo. 18 mei 2025 15.30 | Greuther Fürth                      | 3 - 2 (1 - 0)  | Hamburger SV                | Stadion: Sportpark Ronhof, Fürth Toeschouwers: 16.126 Scheidsrechter: Schröder |
| zo. 18 mei 2025 15.30 | Klaus 41' Klaus (pen) 57' Klaus 63' | Verslag, Video | 50' Dompé 67' Glatzel (pen) | Stadion: Sportpark Ronhof, Fürth Toeschouwers: 16.126 Scheidsrechter: Schröder |
| zo. 18 mei 2025 15.30 |                                     |                |                             | Stadion: Sportpark Ronhof, Fürth Toeschouwers: 16.126 Scheidsrechter: Schröder |
| zo. 18 mei 2025 15.30 |                                     |                |                             | Stadion: Sportpark Ronhof, Fürth Toeschouwers: 16.126 Scheidsrechter: Schröder |
|                       |                                     |                |                             |                                                                                |

Afwezig:
- Bakery Jatta (geblesseerd, linkerenkel) en Dennis Hadžikadunić (geblesseerd, rechter knie en enkel)

Bijzonderheden:
- In de slotfase werden zowel een toegekende strafschop als een gescoord doelpunt van Hamburger SV op advies van de VAR alsnog afgekeurd.